# スポーツ・ユーティリティ・ビークル

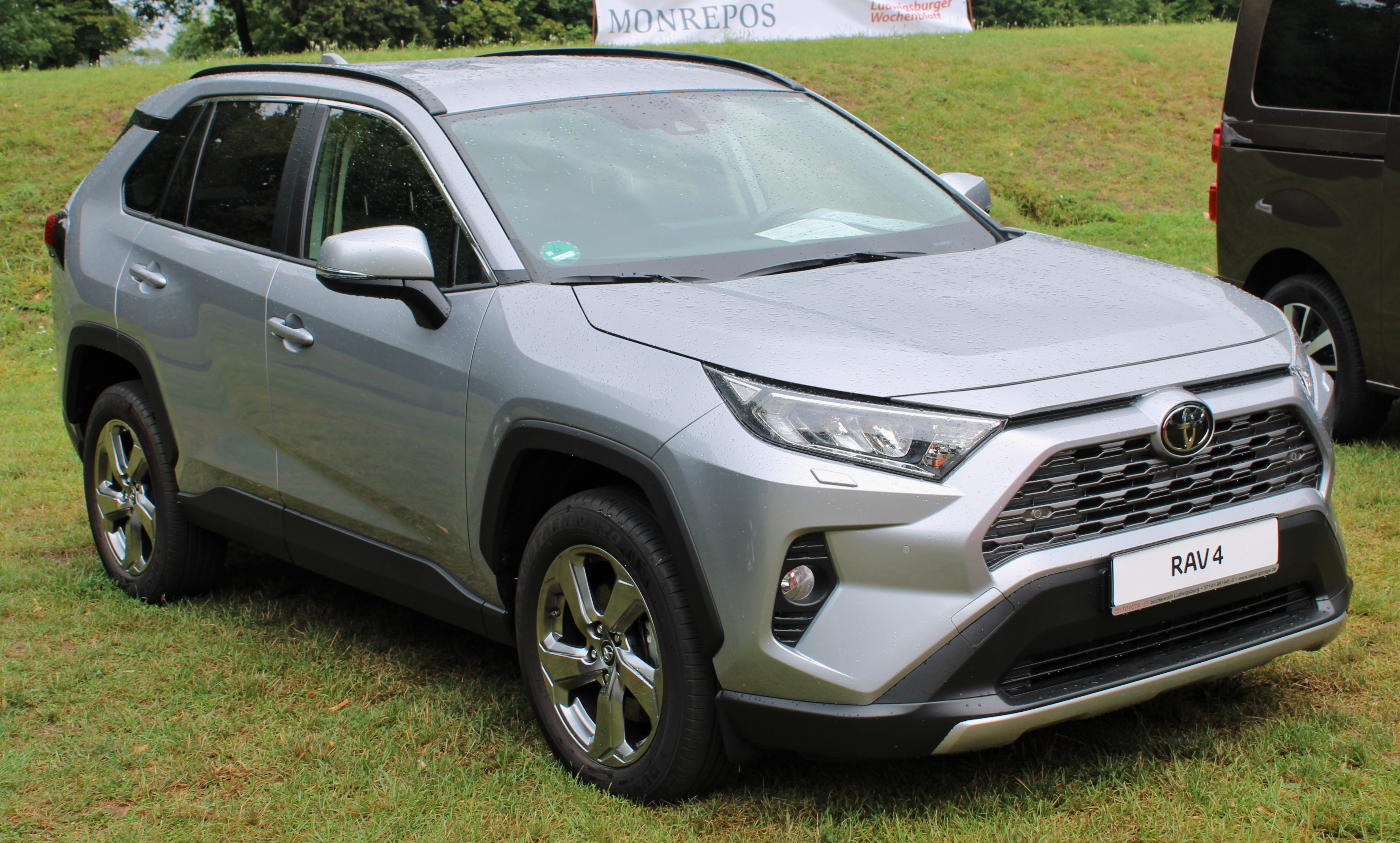
トヨタ・RAV4

スポーツ・ユーティリティ・ビークル（英語: Sport utility vehicle, SUV）とは、自動車の形態の一つ。日本語では「スポーツ用多目的車」と訳される。

## 定義
SUVには様々な種類と出自が存在するため明確な定義は存在せず、メディア、辞書、ジャーナリストの間でも意見が分かれている。近年はあまりに多様化が進行しているため、「カテゴライズを各消費者に委ねたものがSUVだ」という意見まである。
現在一般的にSUVと呼ばれるものは
1. ピックアップトラックの荷台に「シェル」と呼ばれる居住・荷室空間を作り、ステーションワゴンのような形状にしたもの。米国発祥。
2. 地上高を高くしたりラダーフレーム構造を採用したりするなど、本格オフロード（悪路）走行向けに設計された四輪駆動車 →「クロスカントリー車」（クロカン）。主に軍用車両を発祥、中心として各国で進化。中には3BOXスタイルのセダン型もある。
3. 「クロスオーバーSUV」（CUV）と定義されるものには以下の2つがある。
  1. モノコック構造で1.と2.のようなSUV風の外観を持つ車
  2. 非SUV系の乗用車(セダン、ハッチバック、ステーションワゴンなど)に1.や2.のようなアイコンとなる装備(例えばアンダーガードや無塗装樹脂のクラッディングパネル、カンガルーバー、ハイリフトサスペンションや大径タイヤ、背面タイヤなど)を追加するなどしてイメージチェンジを図った車

と大きく分けて4つが存在している。これらは出自こそ異なるが、いずれも「全高の高いボンネット型自動車」という形状を共通して持っているため、そうしたものの総称が「SUV」であると広く捉えるのが無難である。
ただし上記の分類については消費者需要の変化や操縦安定性の向上、NVHの低減、軽量化といった技術的変遷から｢ラダーフレーム｣や｢ピックアップベース｣といった分類にこだわることが難しくなっており、
1. キャラクターとしては1または2に分類されるが、「ラダーフレーム一体型モノコック」という構造のため3にも分類されうる（例：3代目以降の三菱・パジェロや3代目スズキ・エスクード）
2. 本来1または2だったものが、モデルチェンジで完全なモノコックとなり、純然な3となる（例：2代目ランドローバー・ディフェンダーや4代目スズキ・エスクード）

といった立ち位置の車種も存在する。

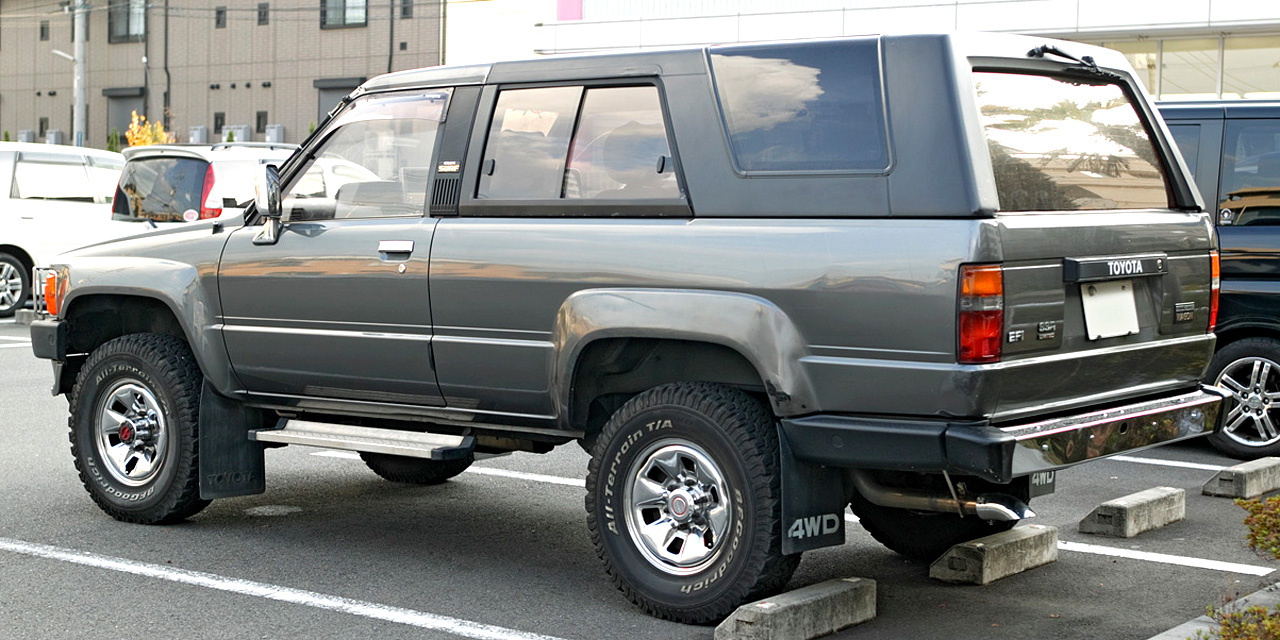
1.の例 トヨタ・ハイラックスサーフ
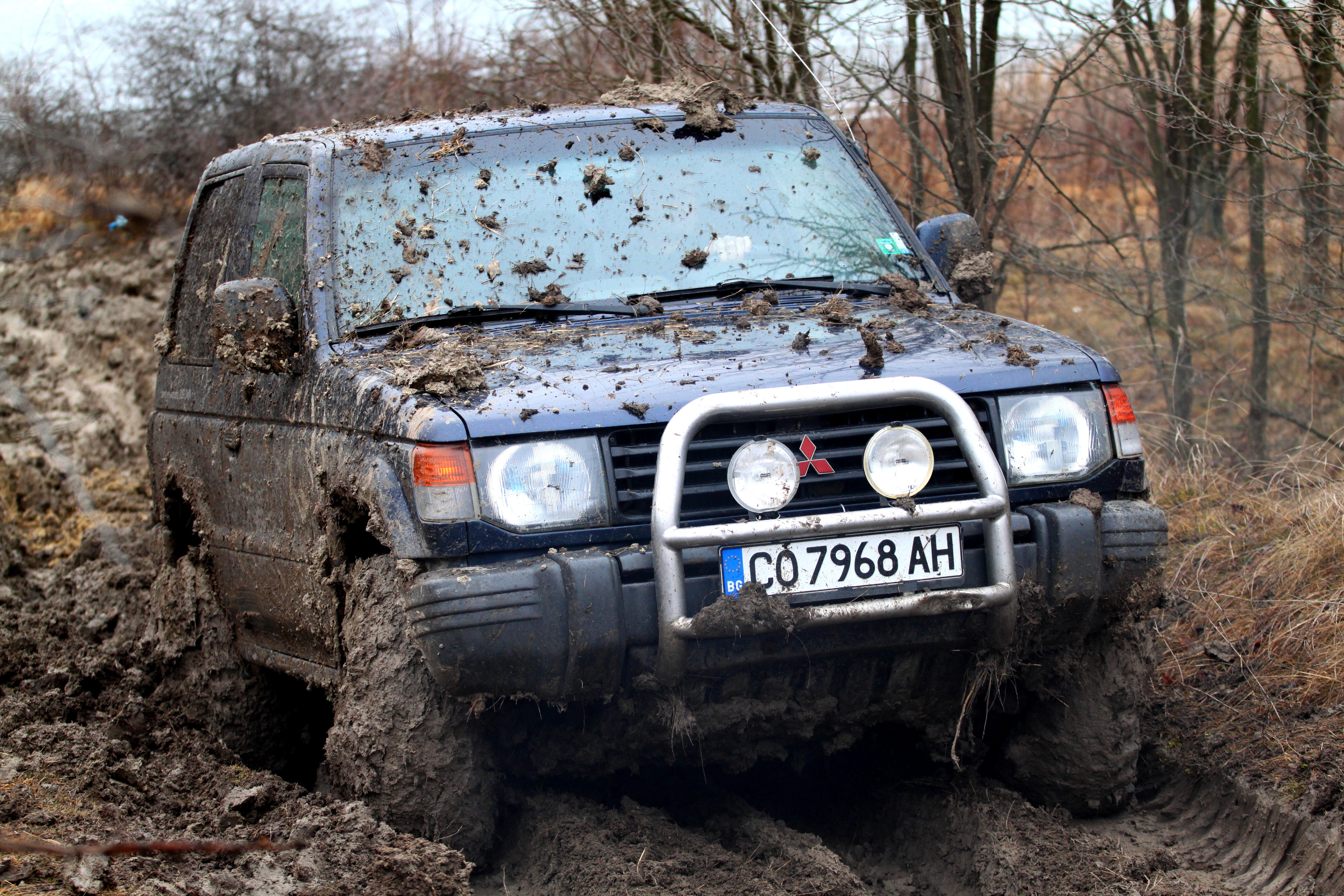
2.の例 三菱・パジェロ
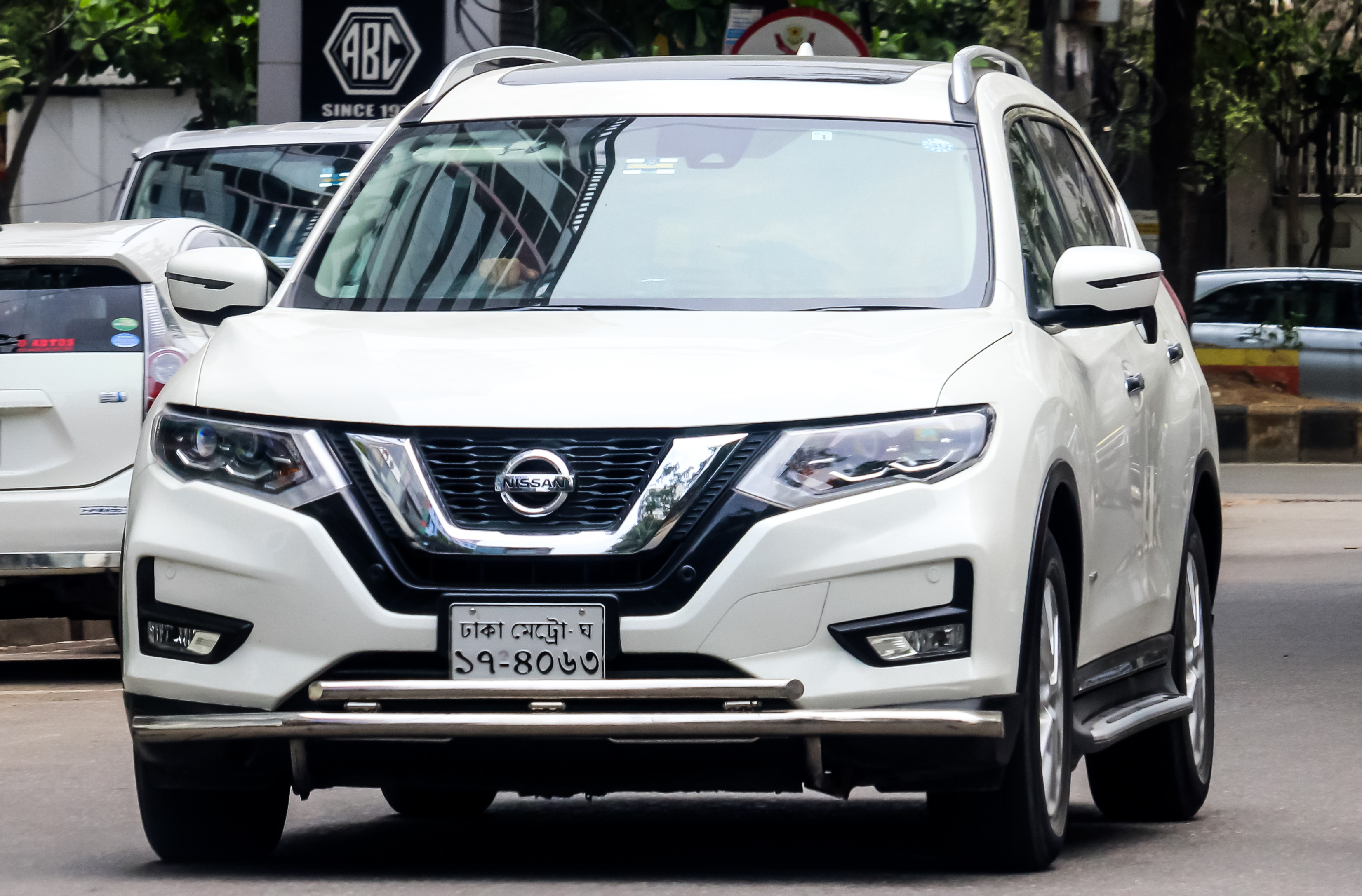
3-1.の例 日産・エクストレイル
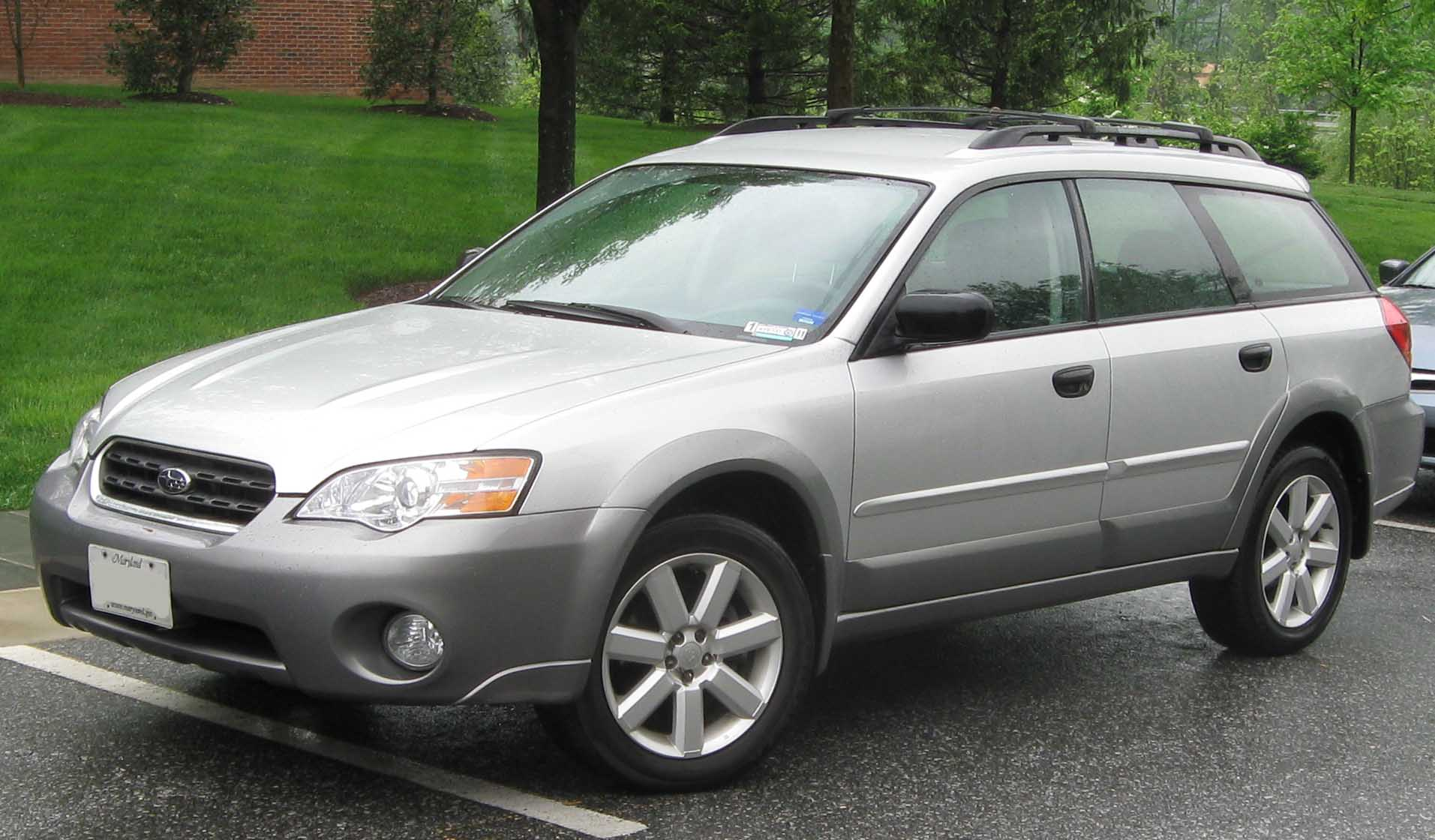
3-2.の例 スバル・レガシィアウトバック

車格によっても小さい順に「ミニSUV（サブコンパクトSUV）」「コンパクトSUV」「ミッドサイズSUV」「フルサイズSUV」「エクステンド・レングスSUV（北米のみ）」に分けられるが、これらにも明確な定義は存在しない。例えば日本人の感覚ではホンダ・ヴェゼルはコンパクトSUV、三菱・アウトランダーはミッドサイズSUVだが、欧米の感覚ではヴェゼルはミニSUV、アウトランダーはコンパクトSUVに分類される。

### アメリカの場合

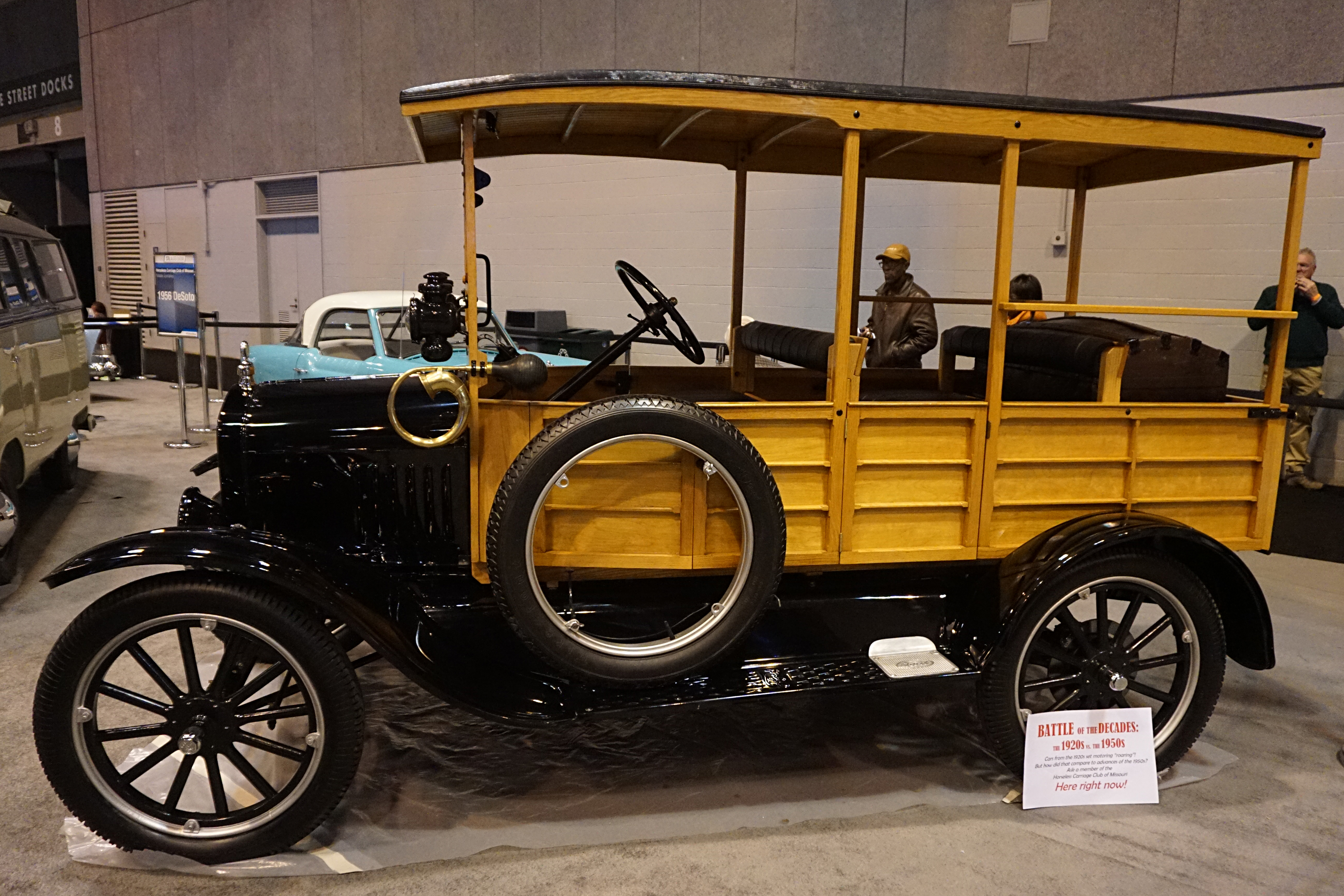
フォード・モデルT デポハック

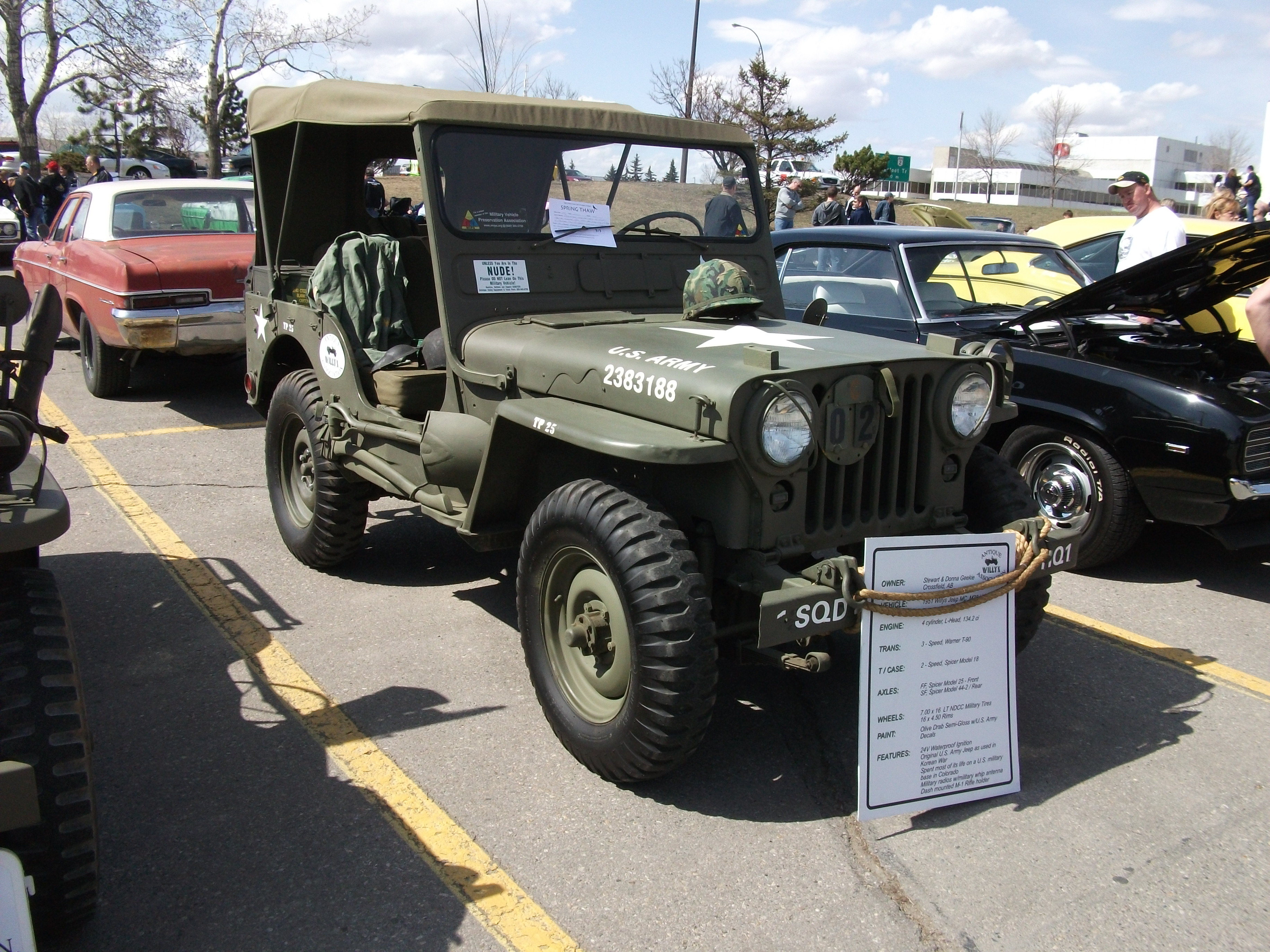
ウィリス・ジープMC

「SUV」という名称が最初に一般人の間で定着したのは1980年代のアメリカの、ジープ・XJチェロキーの大ヒット以降であるが、具体的な起源については諸説あり、明確には分かっていない。
1910年代から1930年代のフォード・モデルTに『デポハック』と呼ばれる、背の高いステーションワゴンのような形状の、鉄道駅から目的地まで客と荷物を輸送する目的の自動車が存在した。これは現代のSUVに極めて近いシルエットをしており、これをSUVの原型だと主張する説もある。
1940年代の第二次世界大戦ではジープとダッジ WCが戦場用四輪駆動車として名を馳せ、戦後に民生用としても販売されるようになると、特にジープは、積載性や走破性の高さから業務用・オフロード走行・野外探検・レジャー用などとして一部から人気を集めるようになった。
1960年代にピックアップトラックの荷台にシェルと呼ばれるFRP製のハードトップを載せてステーションワゴンのようなスタイルにしたものが各メーカーから登場した。このシェルは登場した頃は着脱可能なものが多かったが、需要の高さによる生産台数の増加から、後にシェルと車体が一体化したものが多く開発される様になり、これが今日のSUVのスタイルとなった。アメリカのある辞書では、SUVは「ライトトラック（ピックアップトラック）のシャシーをベースに作られたステーションワゴンのような車」、つまりこのタイプのものがSUVとして定義されている。

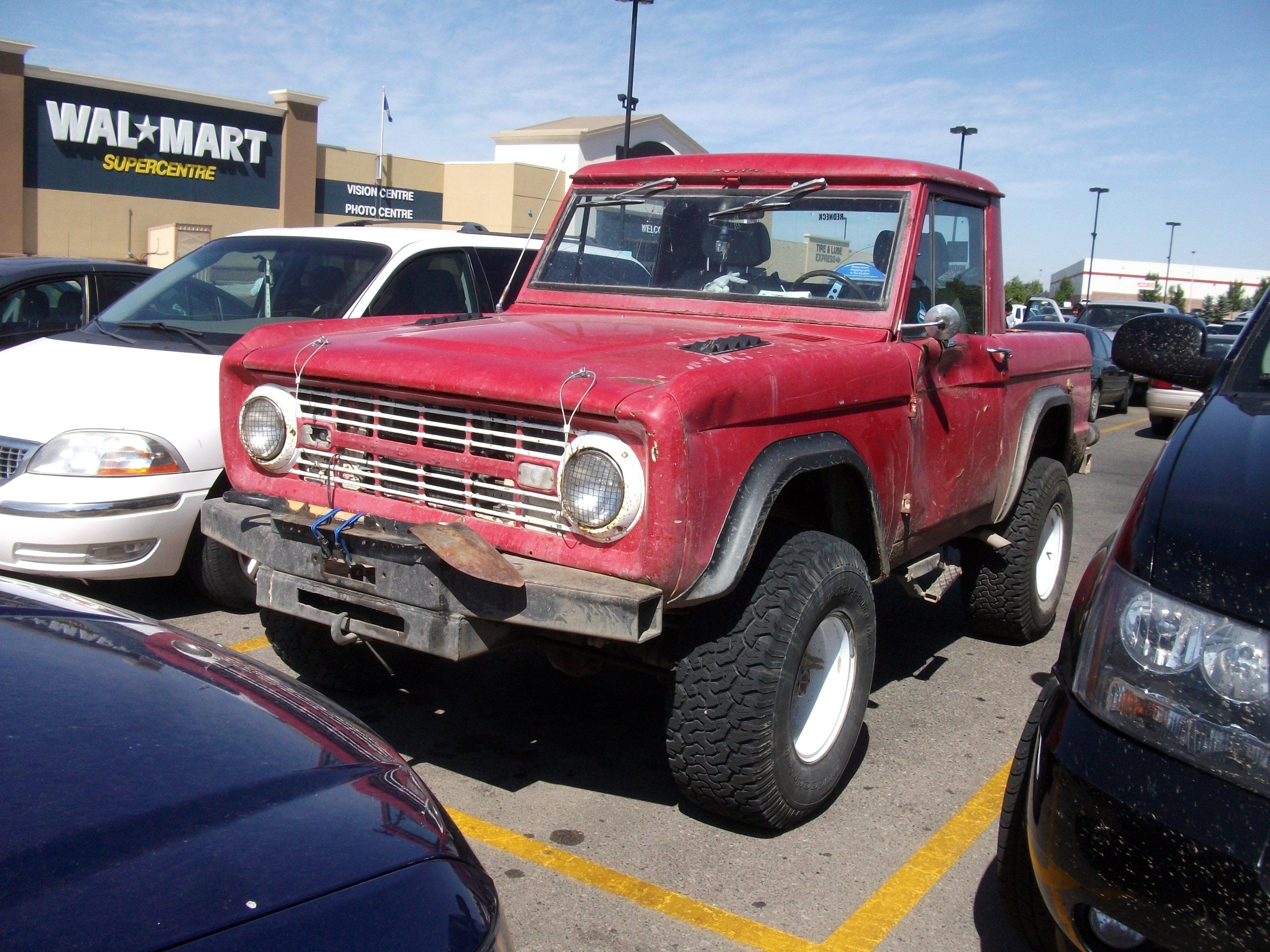
初代ブロンコの「Sport Utility」

しかし「SUV」という単語の正確な起源については謎が多い。1966年発売の初代フォード・ブロンコでは「Sport Utility」というグレードが設定されていたが、これは2人乗りのピックアップトラック型であった。シェル付きで今日SUVと呼ぶような形状は「Wagon」と名付けられていた。1974年には「Wagon」型のジープ・チェロキーが、最初に「SUV」という呼称をカタログで用いたとされているが、なぜそのような変化が起きたのかという経緯については不明である。
また語源という観点からは、SUVのSの「スポーツ（en:Sport）」とは、当時北米で人気が出始めていたオフロード走行を指すという説と、同じく当時流行していたアウトドアスポーツ（のために積載空間を設けた車）という意味があるとする説の両方がある。そしてUVの「ユーティリティ・ビークル(en:Utility_vehicle)」とは、乗用車に対して商用・軍用など、何らかの目的に沿って設計された自動車のことである。つまり「多目的」は原義には無く、本来は誤訳だが、本記事中で述べてきたように、その「何らかの目的」が指すところの曖昧さゆえに生まれた和訳であるという見方もできる。

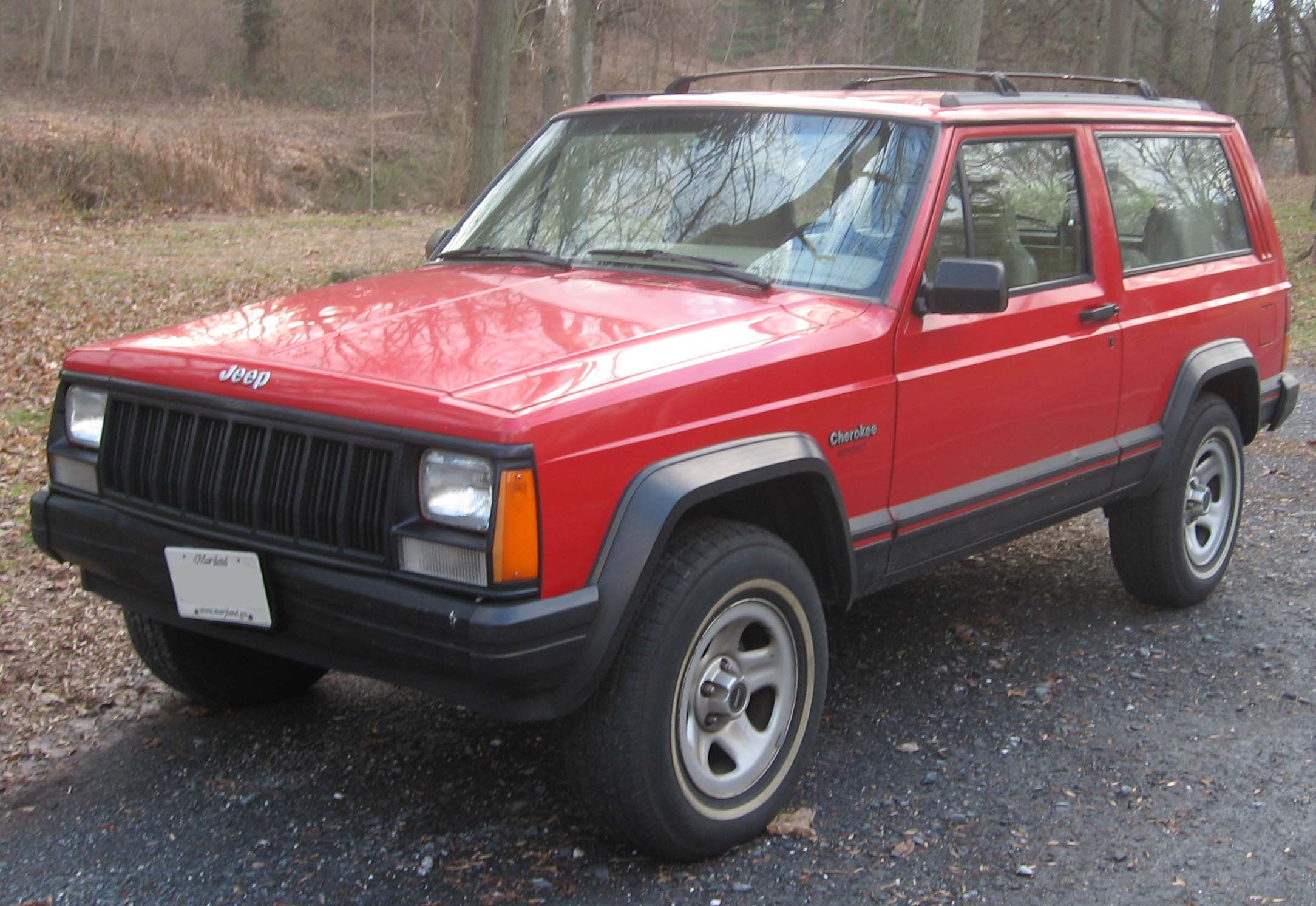
モノコック構造を用いた初代ジープ・XJチェロキーは、SUVというカテゴリを一般大衆にとって身近なものにした

1970年代のオイル・ショックや排出ガス規制とともにCAFE（Corporate Average Fuel Economy=企業平均燃費）が導入された後、アメリカ政府は四輪駆動のクロスカントリー車もピックアップトラックベースのステーションワゴンも同じラダーフレーム構造ということで、ピックアップトラックと同じく税法上有利なライトトラックに分類していた。1980年代にトラックではなく乗用車ベースの、モノコック構造のクロスカントリーカーであるAMC・イーグルやジープ・XJチェロキーが登場しヒットを飛ばしたが、これらもメーカーのロビー活動によってライトトラックに分類され、この時初めてSUVの呼称が自動車区分の一つとして公式に認められた。これら3種類は元々の出自や性能こそ違えど、多くは同じ用途で購入されていた上公的にも同じ分類にされたことで、消費者にも同じ「SUV」として認識されていった。
ただし2010年代以降は、二輪駆動の小型クロスオーバーSUVだけは税法の恩恵を受けられない乗用車に分類されている。

### その他の地域の場合

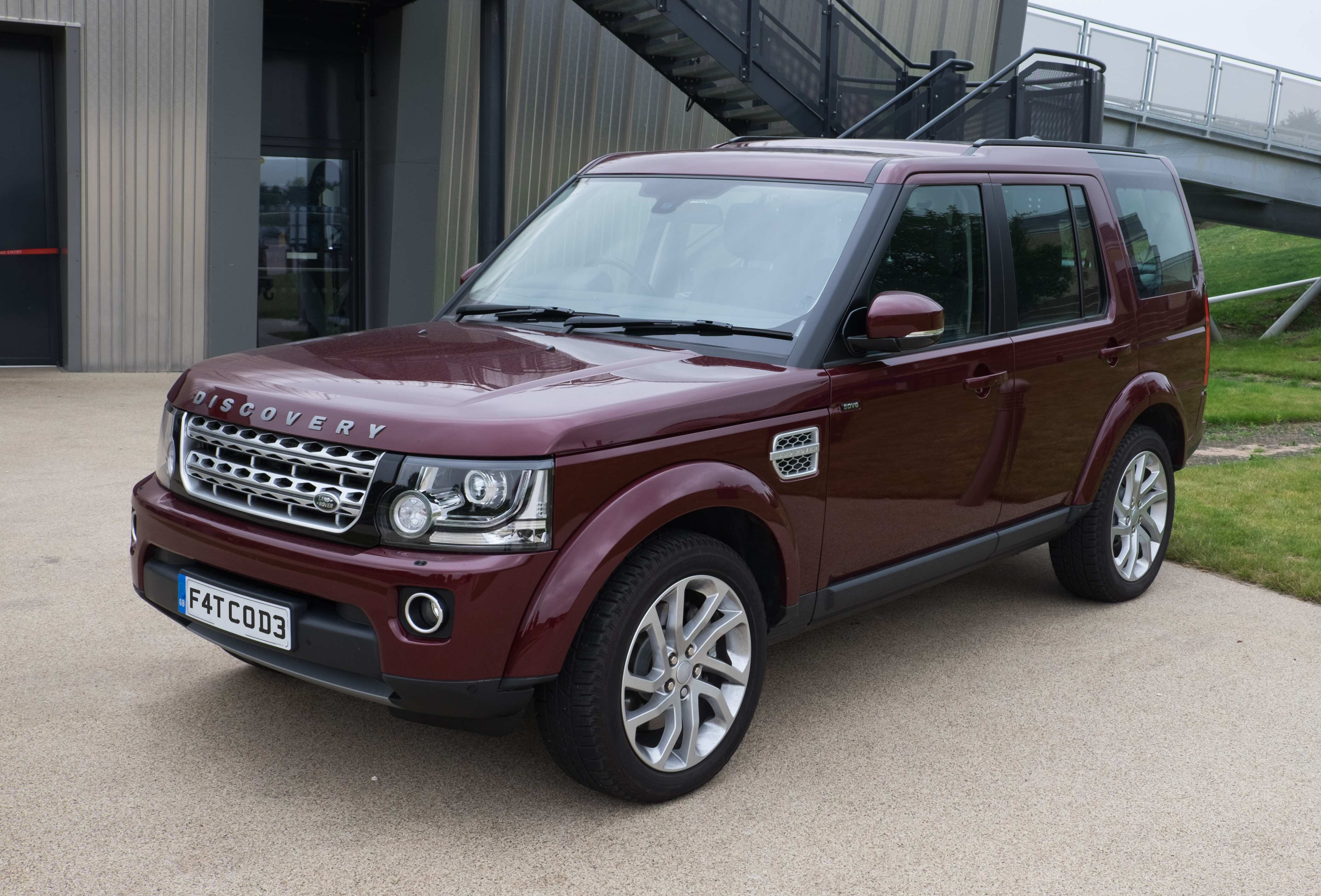
ランドローバー・ディスカバリー

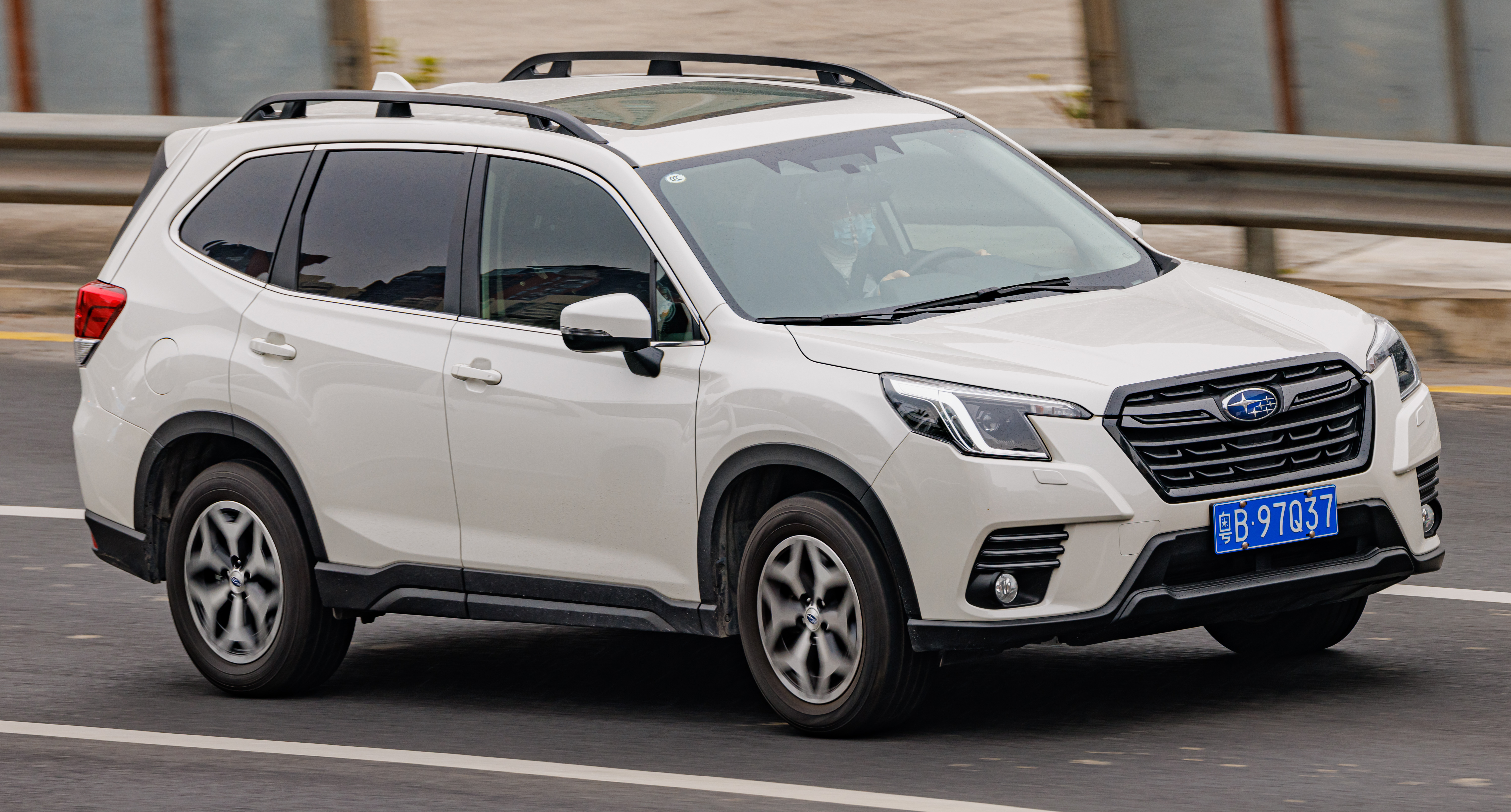
スバル・フォレスター

SUVという呼称の存在しなかったヨーロッパ、オセアニア、日本などの地域では、オフロード向け四輪駆動車をクロスカントリー（Cross Country、日本ではクロカンとも）、4WD、4×4(Four by Four)などと呼んだ。またクロカン車メーカーの代名詞であったジープやランドローバーがそのままカテゴリ名として用いられることもあった。そのため欧州や日本の辞書では、「ワゴンボディの四輪駆動車」をSUVの定義としているものが多い傾向にある。
その後北米でSUVと呼ばれている車両がクロスカントリー車に近い用途・ボディ形状を持つことから、SUVという呼称もクロカン車を指す言葉として広まった。しかし同時期にはオンロード性能重視のクロスオーバーSUVが急成長して純粋なクロカン車の市場を奪っていったため、現在SUVというとクロスオーバーSUVを指す傾向が強い。従来のクロスカントリー車はSUVにカテゴライズされつつも、専門的には以前通り「クロスカントリー」「クロカン」「オフローダー」など区別して呼ばれる。
日本では1980年代以降、商業や統計の都合からステーションワゴン、ミニバン、SUVをまとめて「RV」と呼ぶことがある。日本自動車販売協会連合会の統計上の区分においてSUVは「ジープ型の四輪駆動車でワゴンとバン・トラックを含む（一部2WDを含む）」と定義されている。
四輪駆動はSUVの歴史や意義と関わりが深く、SUVのシンボルとも考えられてきたため「四輪駆動に非ずんばSUVに非ず」という意見は現在でもしばしば見られる。しかしSUVの乗用車化が進んだ現在では二輪駆動のみのグレード展開をする車種も多数登場しており、両者をラインナップする車種でも低〜中価格帯のボリュームゾーンでは、二輪駆動の販売比率が圧倒的に上回るケースが多い。そのため上の日本自販連の定義の通り、公には四輪駆動のみをSUVと断じる風潮は減退傾向にある。

## 歴史

### オフローダーとピックアップトラックからの派生

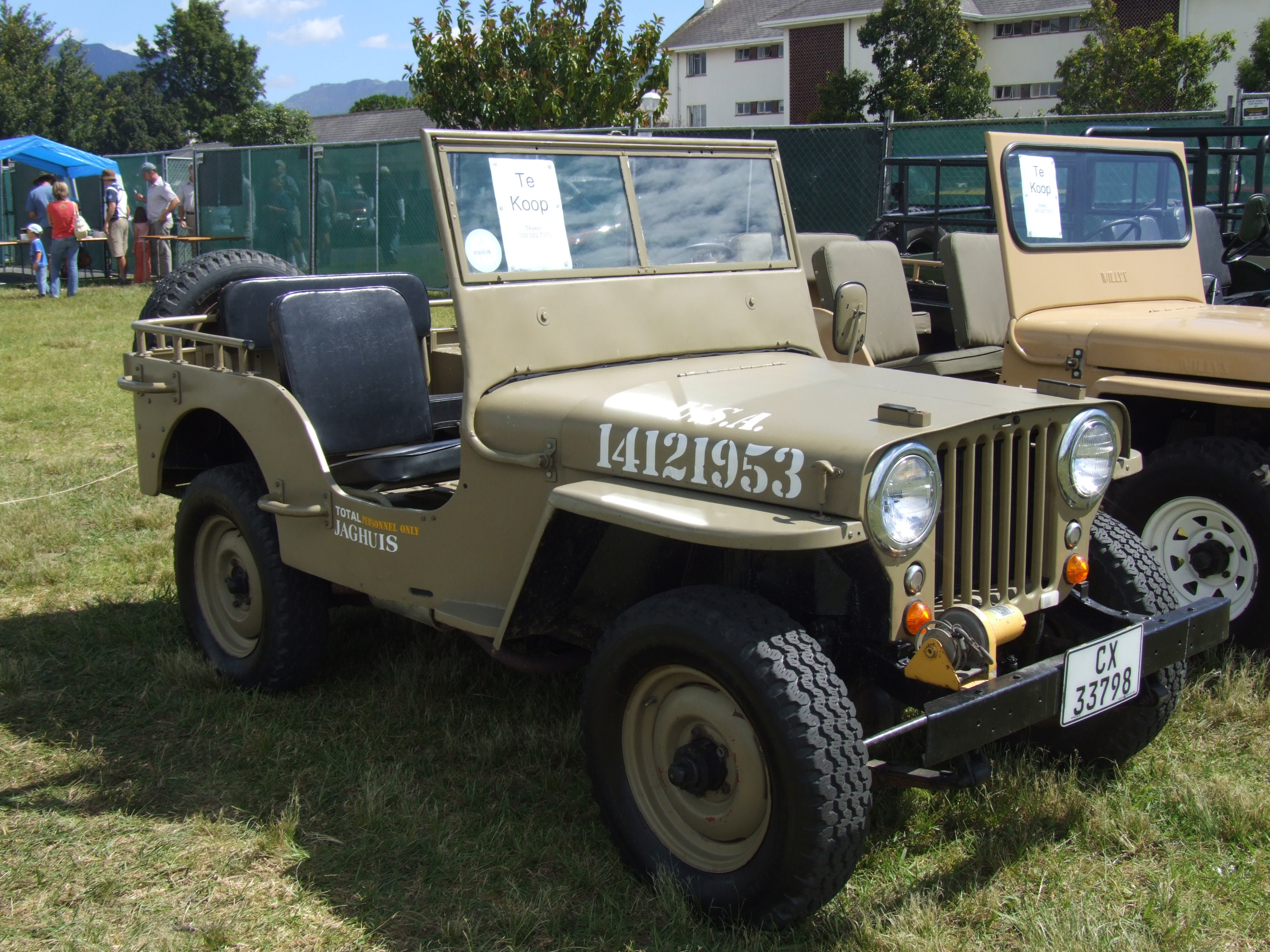
オープントップのジープ・CJ

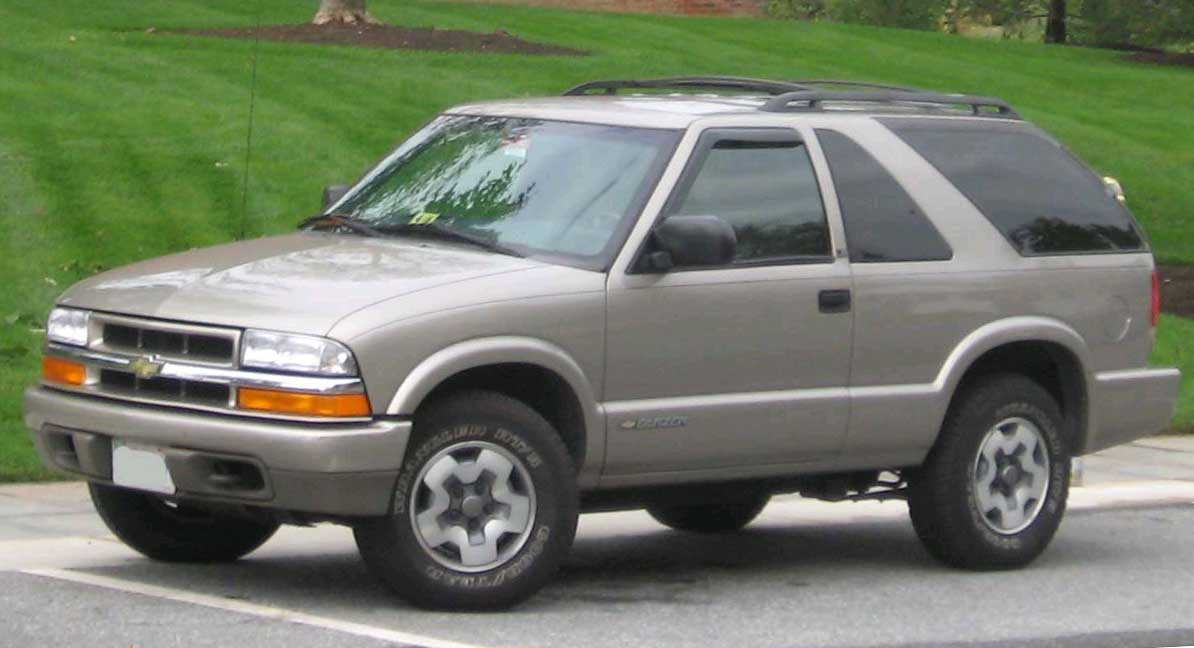
シボレー・ブレイサー

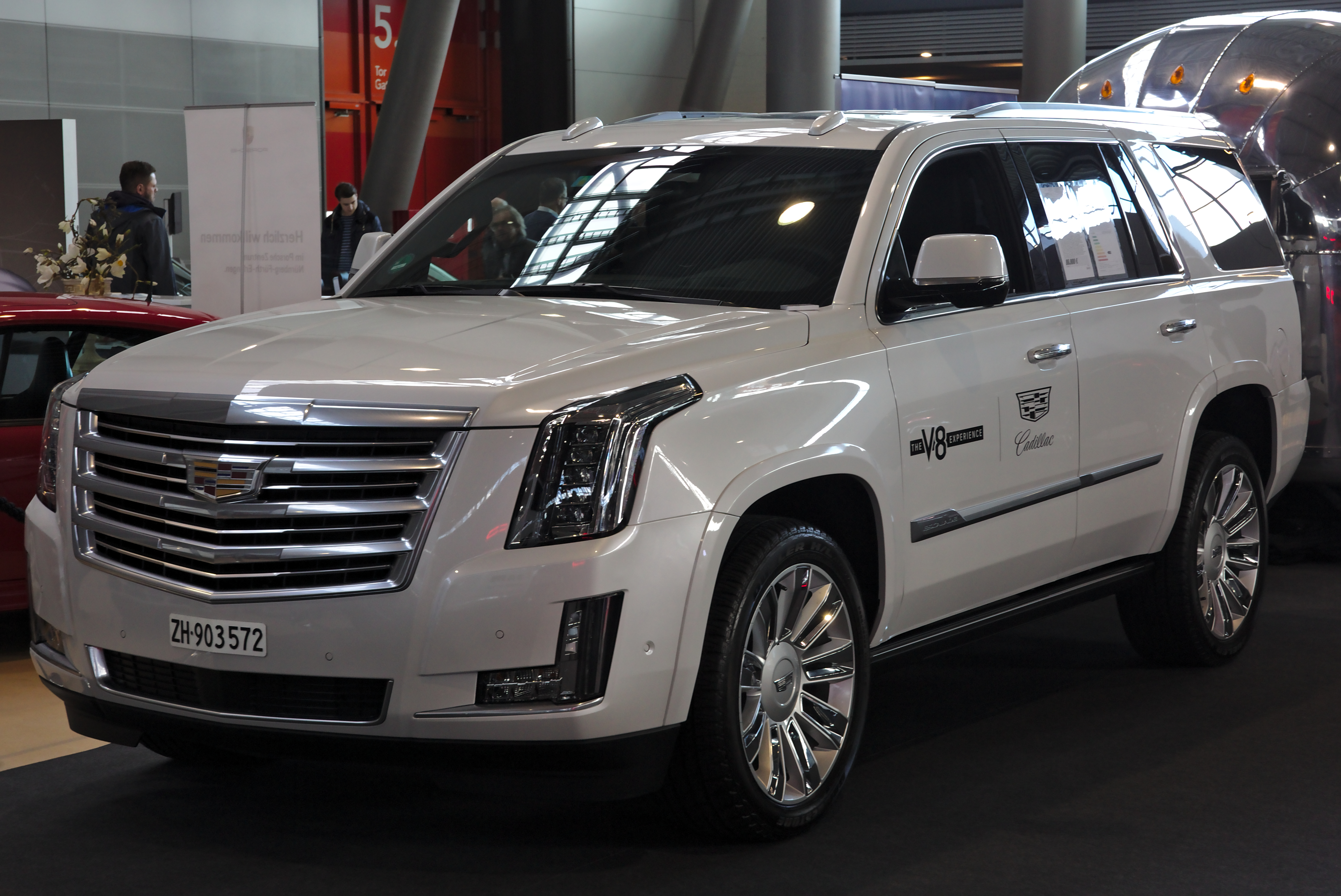
キャデラック・エスカレード

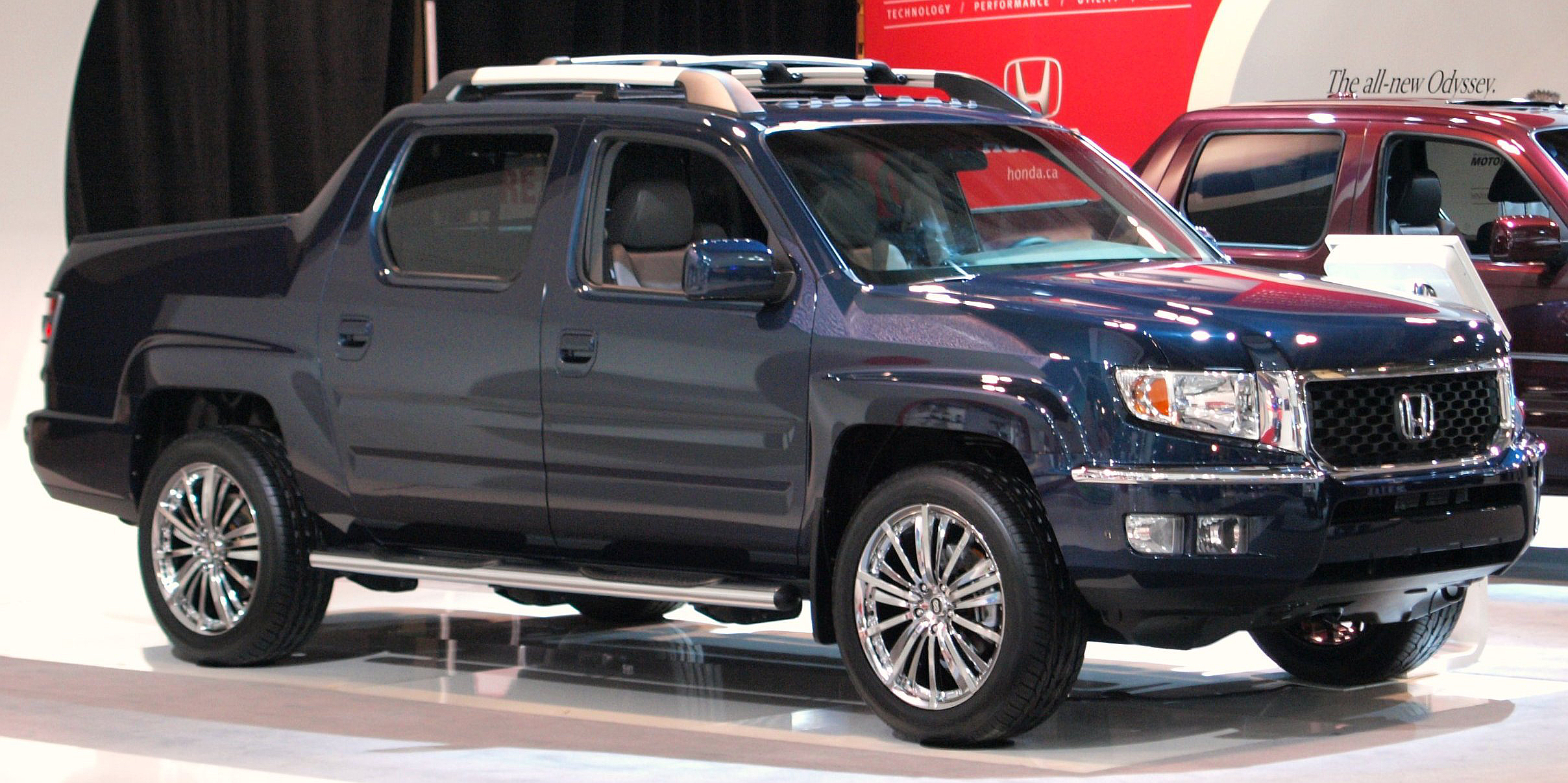
SUTを自称するホンダ・リッジライン

クロカン車（オフロード向け四輪駆動車、オフローダー）タイプのSUVは第二次世界大戦で発達し、ジープ、ダッジなどが名声を得た。戦後も軍事用四輪駆動車は開発され、民間にも販売されるようになり、レジャー車として一部から人気を集めた。最初のクロカン車はオープンカータイプのものが多かったが、後に現在のような形へと変化した。戦時中はオフローダーを手掛けていなかったメーカーもそうした車両を開発するようになり、ランドローバーが欧州で独自の地位を築いた。日本では三菱がジープのノックダウン生産の権利を得たため、トヨタはランドクルーザー、日産はパトロールを発売した。これらは日本でRV（レクリエーショナル・ビークル）などと呼ばれるようになり、一部のアウトドア好きに愛好された。
1960年代の北米では、ピックアップトラックをベースにした同形状の車両が登場し始めた。1961年のインターナショナルハーベスター・スカウト （International Harvester Scout）や、1963年のジープ・ワゴニア（Jeep Wagoneer SJ）はその始祖であるとされる。これらに触発されたビッグスリーは、2代目フォード・ブロンコ、シボレー・K5 ブレイザー、ダッジ・ラムチャージャーなど、フルサイズピックアップの荷台にシェルを被せたワゴンをリリースし、一気に市民権を得ていった。現在も乗用車を含めた販売台数で1-2-3位を占めるほどピックアップトラックが好まれる北米市場では、かつてはこの手のクルマには元となったピックアップに近いスタイルを与えることが販売上有利であった。日本車では、1960年代から北米市場へピックアップトラックを輸出していたトヨタと日産の、N60系ハイラックスサーフとD21型系テラノが2ドアであること、ピックアップ同様のフロントマスクで室内高が低いこと、取ってつけたような荷室の屋根（ハイラックスのFRP製シェル）や窓（テラノの三角形の窓）を持つこと、固く跳ねやすいスプリングなど、原初のSUVの特徴を多く兼ね備えていた。この2車が日本国内で販売された際には、国内の事情に合わせ、スプリングは柔らかく変更され、ディーゼルエンジンがメインとなっている。特にハイラックスサーフは、維持費の低い小型貨物（4ナンバー登録の商用車）中心のラインナップとして大きな成功を収めた。
アメリカのビッグスリー（GM・フォード・クライスラー）は元々は小型ピックアップトラックを国内生産しておらず、日本車とバッティングすることもなかったため、このクラスの輸入関税は低く設定されていた。これは日本製乗用車の輸入台数を制限する代わりの、一種の優遇措置でもあった。後にこれらのピックアップトラックをベースとした2ドアのハードトップ（ボンネットワゴン）にも優遇措置が認められたことにより、それまでSUVを手がけたことのない日本のメーカーが参入することとなり、低価格とスポーティーな雰囲気が受け、ビッグスリーも小型ピックアップと小型SUVに参入して一大市場に発展した。2ドア優遇措置が廃止されると、トヨタと日産はこぞって4ドアモデルをメインとしたラインナップへ変更した。この機を逃さず日本のほとんどの自動車メーカーがこのジャンルに参入し、競争が激化することで商品力は急速に高まっていった。ホンダとスバルはラダーフレームあるいはFRの技術を持っていないため自力での開発を諦め、両社ともいすゞと提携することになった。
1980～1990年代レクサス・LXやランドローバー・レンジローバー、メルセデス・ベンツ・Gクラス (ゲレンデバーゲン)などの北米の高級車市場での成功により、それまで「無風地帯」だったビッグスリーのフルサイズSUVにもキャデラック、リンカーンなどの高級ディビジョンが参入し、もとよりエントリークラスの位置づけであったサターンまでもがSUVを発表するに至り、1990年代以降全米でのブームは決定的となった。また軍用車を発端とするクロスカントリー車が乗用車化・高級化した一方、ピックアップトラック発祥のSUVも荷台シェルのボディ一体化（メタルトップ化）や4ドア化したことによって、両者が形状・中身ともに近づいていったことから、1990年代からは同じSUVの範疇と考えられるようになった。
2000年代に入る頃には、SUVをベースにし荷室の屋根を取り払ったスタイルのスポーツ・ユーティリティ・トラックと呼ばれる、従来のピックアップトラックとSUVの関係が逆転したものも登場した。
しかし価格が高く燃費も悪い大型ピックアップトラック、及びそれをベースにしたSUVへの依存度を高めていた北米ビッグスリーは原油高とリーマン・ショックで大きく失速し、GMとクライスラーは破綻の憂き目に遭った。

### クロスオーバーSUVの大躍進と反SUV活動

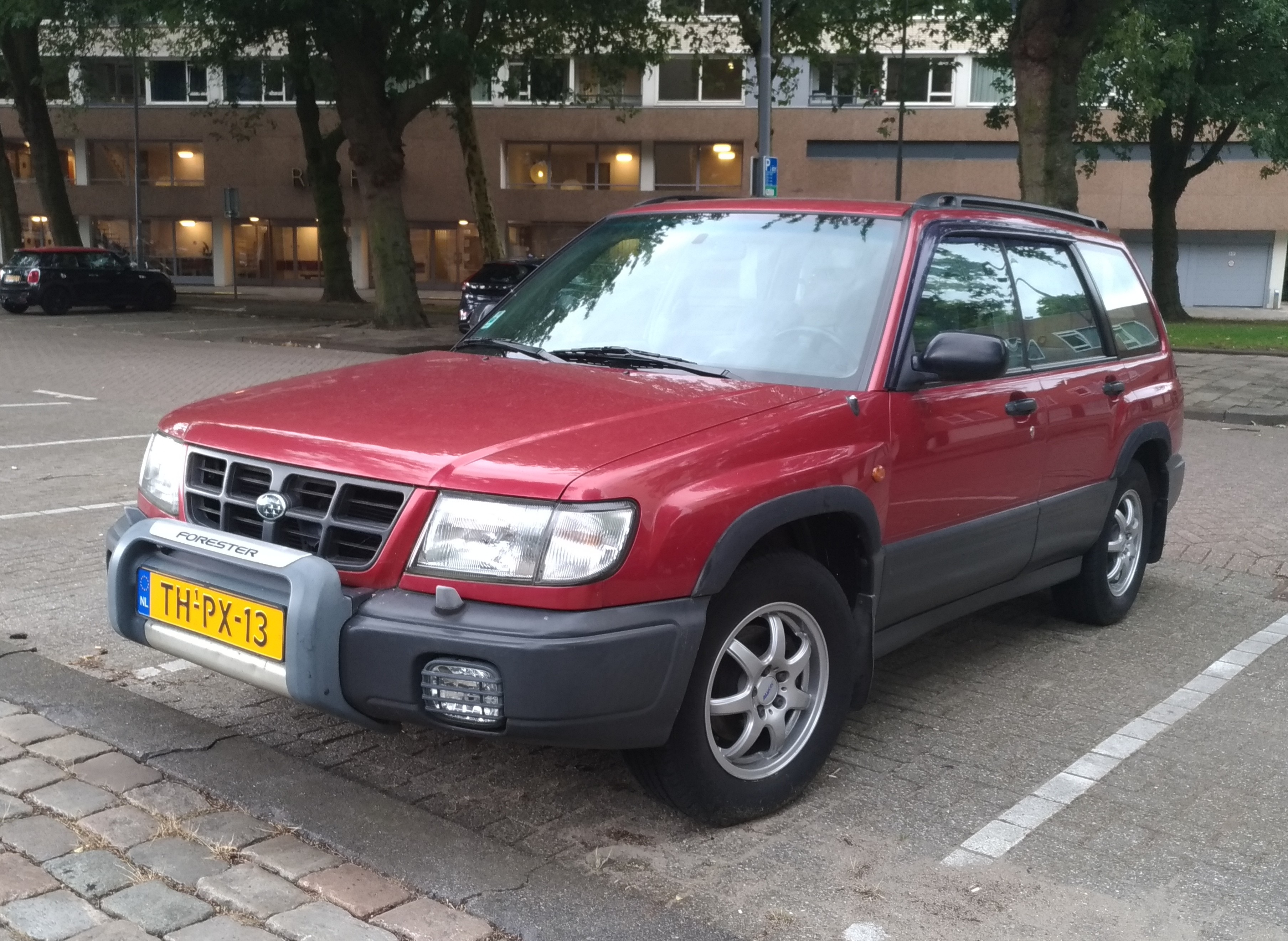
初代スバル・フォレスター

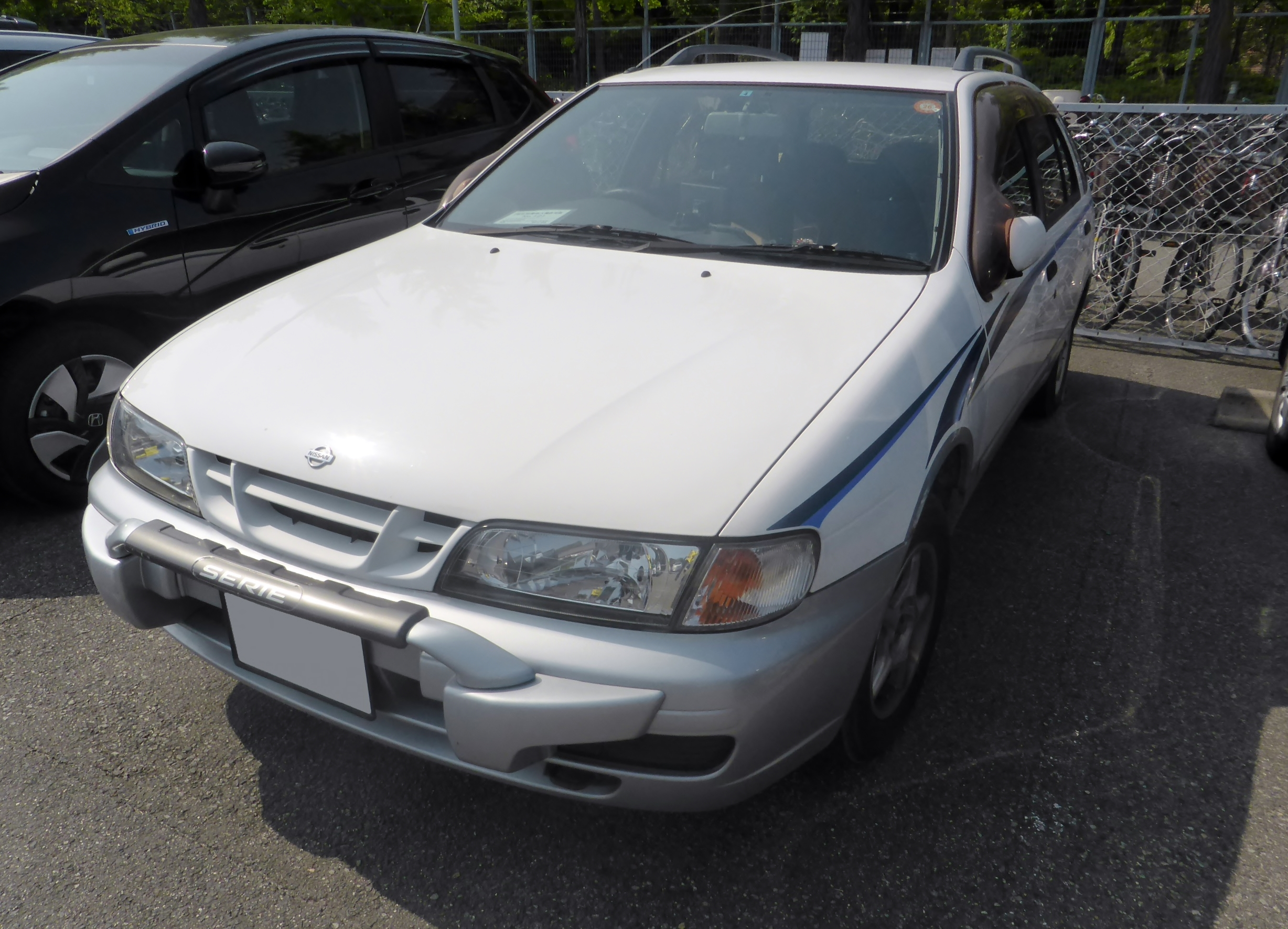
日産・パルサー"S-RV"
｢既存ジャンル車にSUV的なキャラクターを与えて販売した車両｣の例

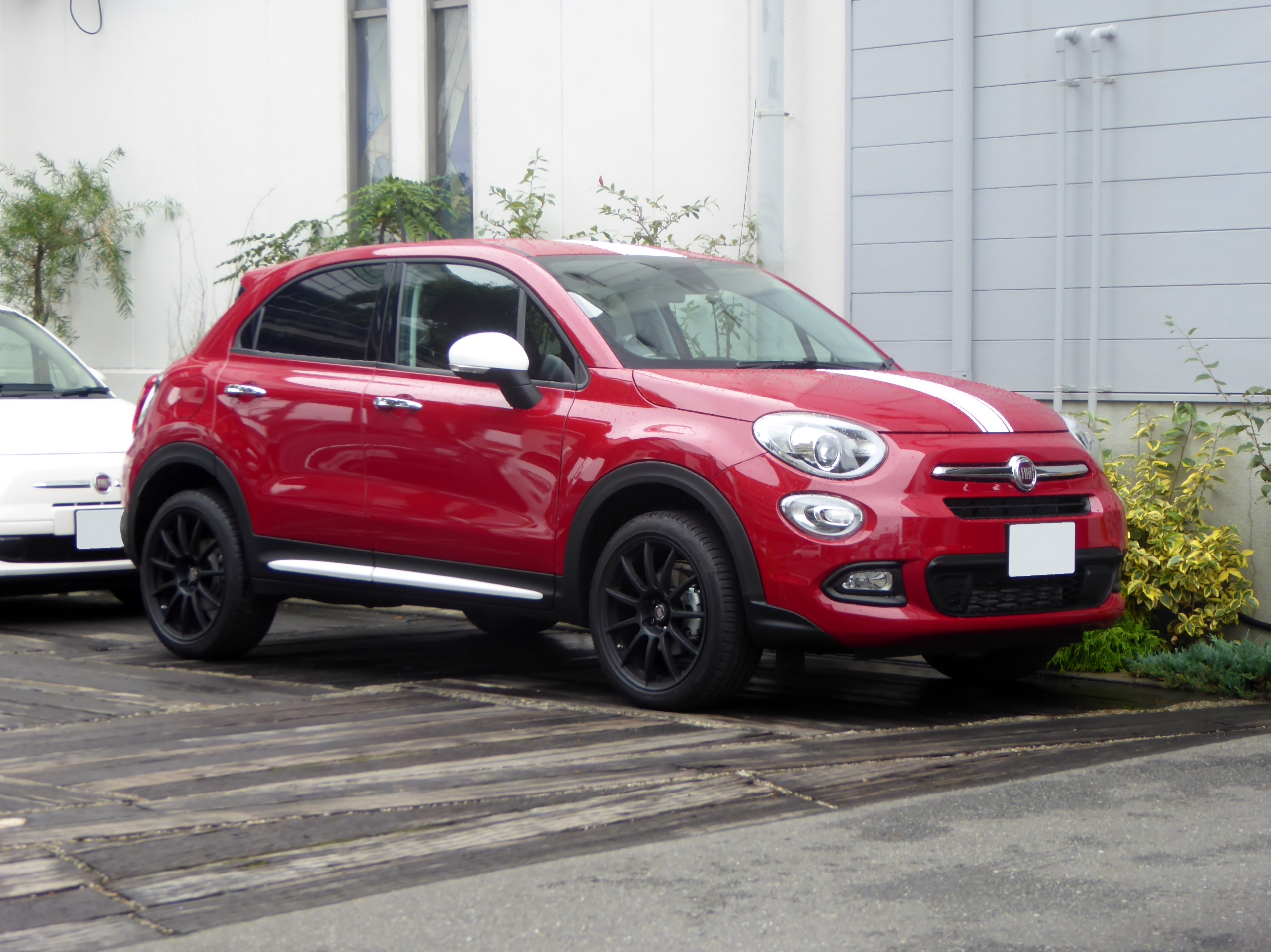
フィアット・500X

前項のようなピックアップトラックベースのSUVや、第二次世界大戦前後の軍用車をルーツに持つジープやランドローバー、トヨタ・ランドクルーザーや三菱・パジェロといったクロカン系SUVは、ラダーフレーム構造と高めの地上高、本格的な四輪駆動システムなどによる非舗装路（オフロード・グラベル）での走破性の高さを身上としていた。しかし道路の舗装化が進むにつれ、市場では舗装路・高速道路での性能（操縦安定性、乗り心地、静音性、低燃費など）を求める声が多くなった。そのため1980～1990年代のアメリカや日本では徐々に、重いラダーフレーム構造ではなく軽量な乗用車のモノコック構造を用いて、SUV風のスタイリングを持ちつつも快適性を訴求したCUV（クロスオーバーSUV）が登場し始め、人気を集めるようになった。
CUVはモノコック構造である以外はクロカン系SUVとほとんど変わらない外見を持つ物が主流であったが、既存のクーペやセダン、コンパクトハッチバックの、車高（最低地上高）を上げただけであったり、クロカン風の装備(大径タイヤ、マッドガード、ボディキットの類)をつけただけでSUVを名乗る手法も1990年前半に登場した。例としてはミラ・RV-4やスターレット・リミックス、レガシィ・グランドワゴン→ランカスター(後のアウトバック)、パルサーセリエ/ルキノ・SR-Vなどがある。またミニバンにおいても特に(ミニバンやステーションワゴン、SUVなどが一緒くたに｢RV｣と呼ばれていた)2000年代前半までは、アウトドアでの利用を前提として同様にグリルガードや背面スペアタイヤなどを用いた仕様やオプションパーツがまま見られた。ただこの時は少々時代が早すぎたせいか生き残った例は少なかった（その数少ない例がレガシィである）。
1990年代後半にはトヨタ・ハリアー（レクサス・RX）や、スバル・フォレスター、トヨタ・RAV4、ホンダ・CR-Vといった国産CUV勢が北米で大成功を収め、BMW、ボルボ、アウディ、ポルシェなど、背の高いクルマとはほぼ無縁であった高級車メーカーや高級車ブランドも次々にクロスオーバーSUVを製造するようになった。
2000年代に入ると、原油高騰や環境問題に対する意識の高まりから、欧米の政治家やメディアによる、SUVに対する厳しい目が猛然と向けられるようになった。2002年にニューヨーク・タイムズ記者が書いた『High and Mighty: SUVs - The World's Most Dangerous vehicles and how they got that way』（邦題：『SUVが世界を轢きつぶす―世界一危険なクルマが売れるわけ』）が出版された。SUV購入者の人格を攻撃するなど感情的な部分も多く見られるものの、定量的なデータを多数用いて464頁ものボリュームでSUVの危険性と公害性を非難したこの本は大きな反響を呼び、教会による「イエスは何を運転しますか?（"What would Jesus drive?"）」キャンペーンや、過激な環境保護思想を持つ男による火炎瓶での複数のSUV販売店襲撃など、一部界隈でヒステリーに近い社会運動を生んだ。また英国でも渋滞や公害の問題などを背景にSUVへの反対の声が政治家から起きた。渋滞税を初めて導入したロンドン市長のケン・リヴィングストン（労働党）は「巨大な四輪駆動車で子供を通学させている親はバカ（idiotic）だ」「農業用地ならともかくロンドンで使う必要はない」と公言している他、英国国会でも自由党・保守党からSUVやオフロード走行の規制をする動きがあるほど、反SUVの風潮が強かった。

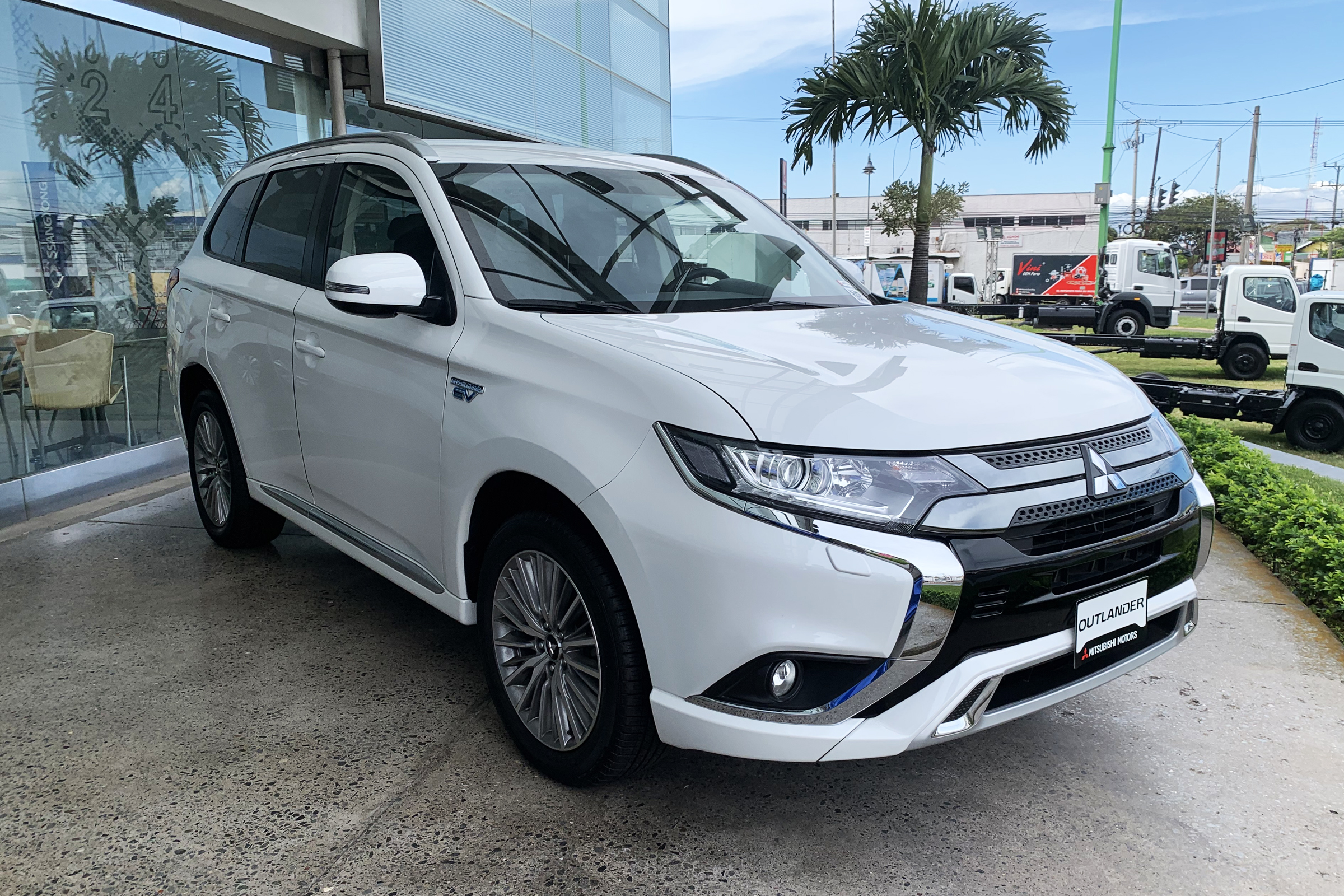
三菱・アウトランダーPHEV

こうした空気感の中で、昔ながらの燃費の悪い四輪駆動のクロカン系SUVの販売は失速した。しかし比較的軽量で燃費も他の乗用車に大きく見劣りしないCUVは、むしろその市場を食って成長を続けた。加えて2010年代以降はハイブリッド・クリーンディーゼル・ダウンサイジングターボ、CVTや多段ATといったパワートレイン技術が発展したことで燃費は大きく改善し、先進安全装備の進歩によって安全面の不安も低減された。この結果環境意識の高い欧州でも市場を拡大し、反SUVの声は小さくなっていった。それどころか2010年代を通してセダンやクーペ、ハッチバック、ステーションワゴンに至るまであらゆるカテゴリを食らって世界中で成長を続け、英国では2008年から2017年までの10年間で3倍の30.5％にまでシェアを拡大、欧州全体でも2020年にはSUVが総販売台数の実に44％ものシェアを占めた。アメリカと中国でも2010年代後半にセダンを抜いてSUVが最大ジャンルに躍り出ており、自動車史上でも稀に見る絶頂期を迎えている。

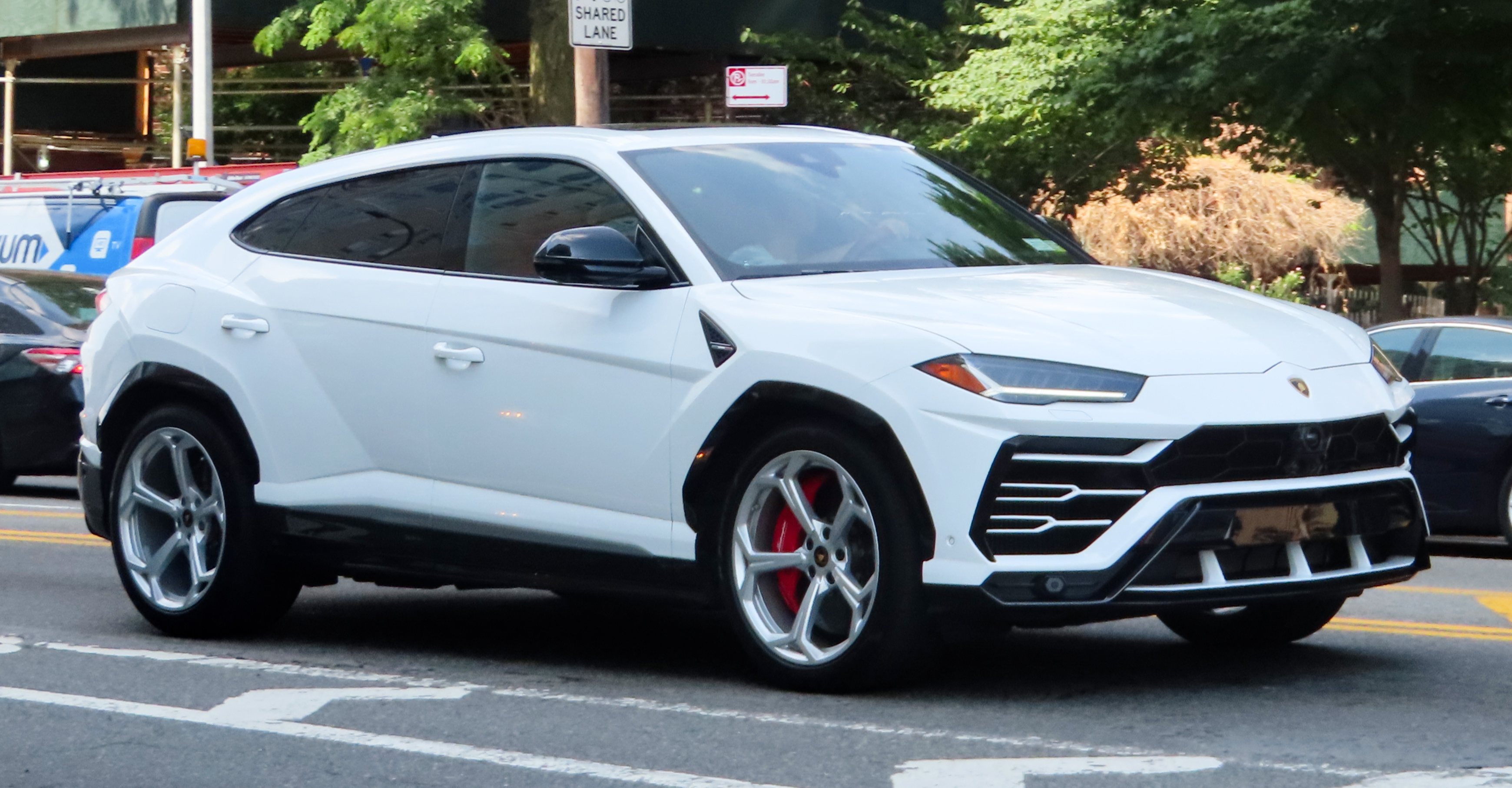
ランボルギーニ・ウルス

こうした流れを受けて2010年代後半以降、ランボルギーニ、ロールス・ロイス、アストンマーティン、フェラーリのようなクーペやセダンのみの硬派さが売りだったメーカーたちも続々とSUVを発売している。米国FCA（クライスラーブランド）と米国フォード（リンカーンブランド含む）に至っては北米でセダンやハッチバックタイプのコンパクトカーを廃止し、SUVに注力することを決定している。前述の乗用車にSUVのような外観を与える手法も復活し、2020年前後の日本国内ではインプレッサ・XV、アクア・X-Urban、フィット・クロスターなどが生まれている。

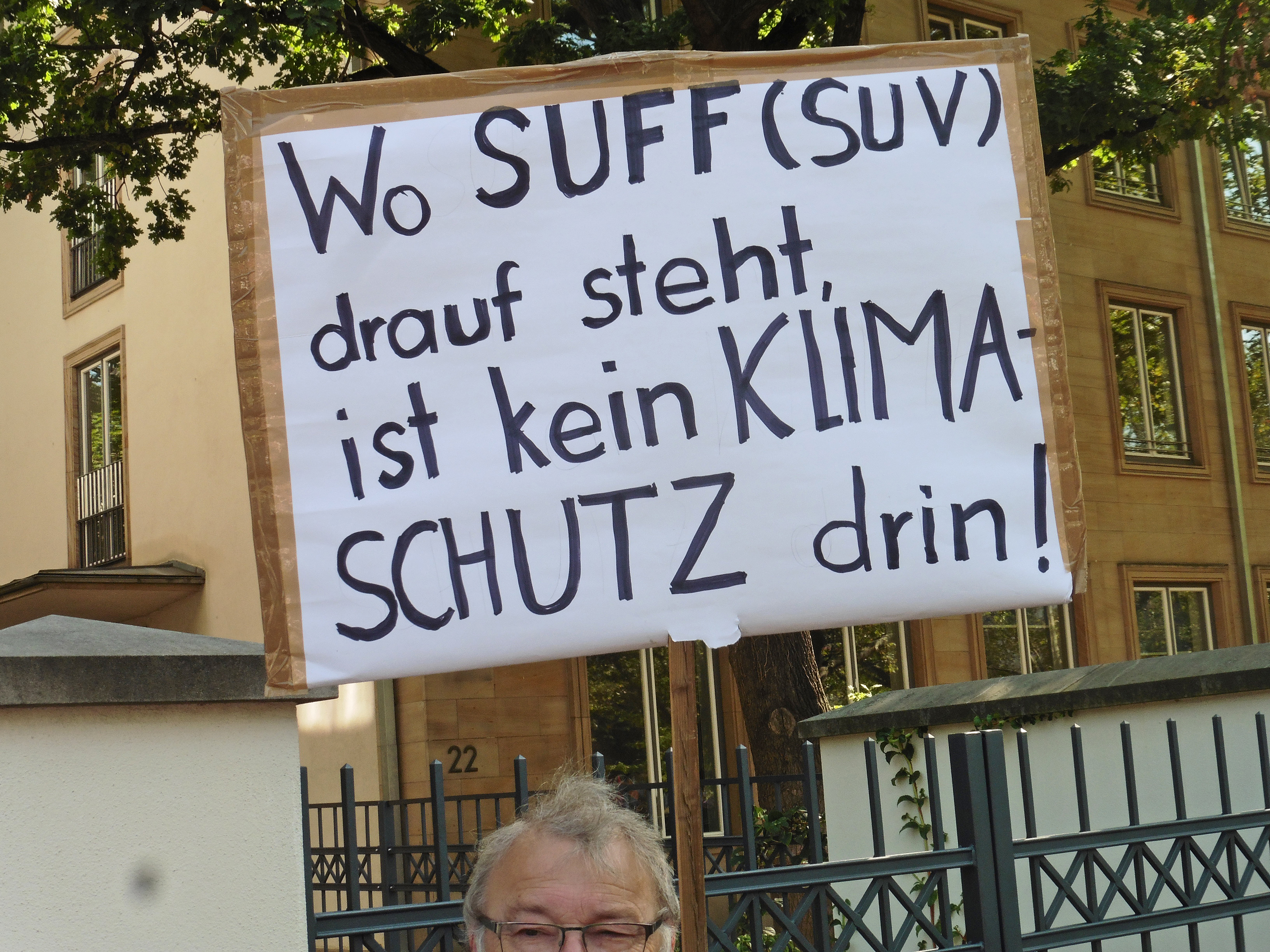
SUVに反対するプラカード（2019年IAA）

ただしCUVは完全に反SUVの声を絶やせたわけではなく、欧米では2020年前後から再びSUVへの攻撃が目立つようになった。ドイツでは2019年に40代の男がポルシェ・マカンの運転を誤り4人を死亡させるという交通事故が引き金となり、官民で反SUV活動が活発化。IAA（フランクフルトモーターショー）では1.5万～2.5万人ともされる規模のデモが繰り広げられ、ベルリン中心部のミッテ区区長も「戦車のようなクルマは都市にそぐわない」「気候変動における殺人者であり、運転ミスが生命を脅かす事故につながる」と真っ向からSUVを批判。さらには都市部でSUVの走行規制を呼びかける市民や政党も現れた。英国では2022年に、「SUVが走るのを許すくらいなら法律を破った方がマシだ」と主張する環境保護団体『タイヤの消化器（en:Tyre Extinguishers）』が、2,000台のSUVのタイヤの空気を抜くという軽犯罪まがいのことをやって回り、後にアメリカや欧州全域、ニュージーランドでも行った。彼らは障がい者用SUVこそ避けたものの、それ以外のSUVならばハイブリッドカーや電気自動車であっても容赦なく標的にした。同じく2022年にベルギーのヘント市でも、芸術家集団『TOON』と地元の反SUV集団が手を組んで、市内の200台のSUVに血を模したケチャップを撒き散らしたり主張の書かれたステッカーを貼り付けたりしており、市長が「純粋に破壊的行為で、断じて容認できない」と声明を出している。

## SUVの長所・短所

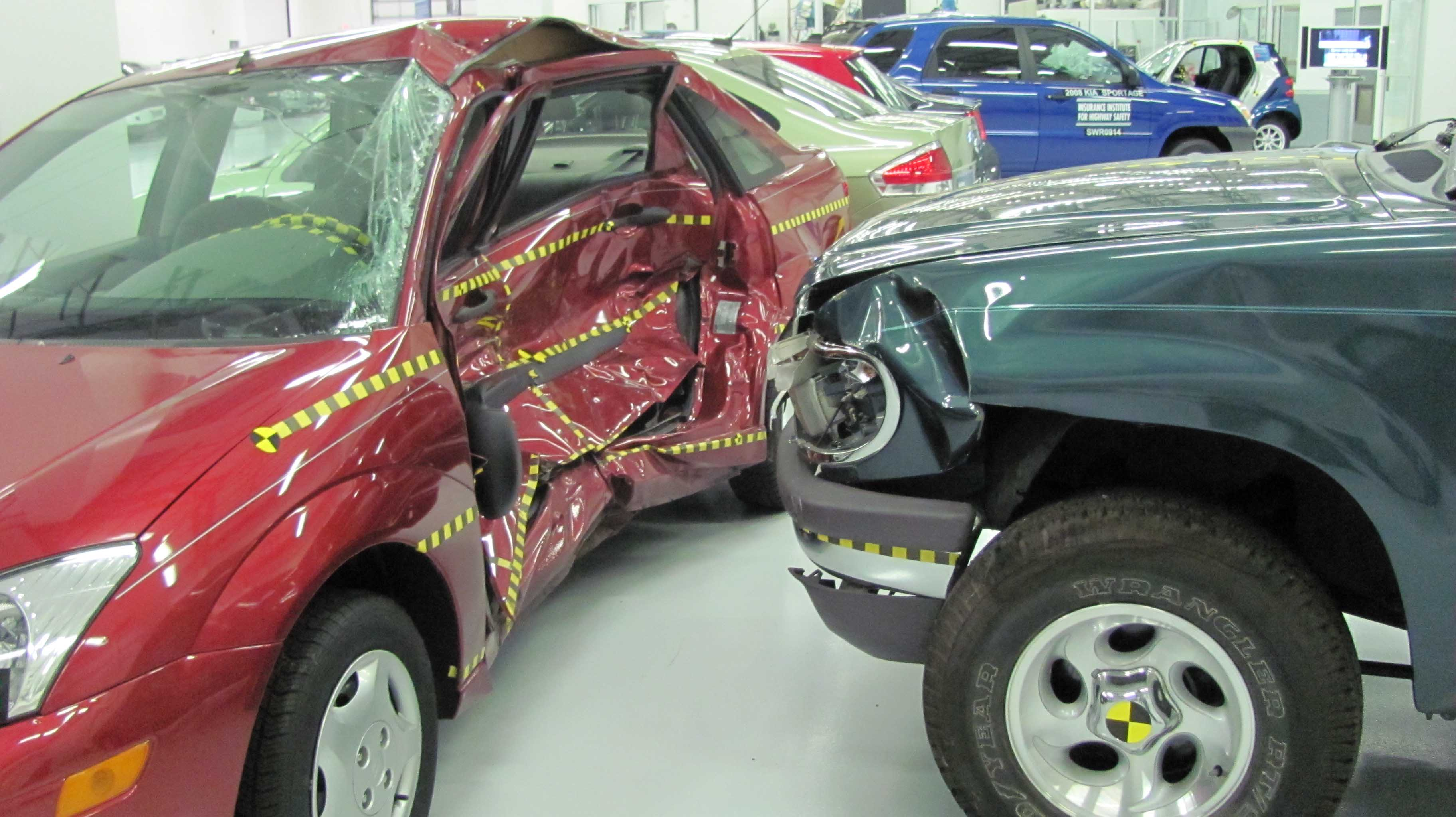
フォード・エクスプローラー（右）とフォーカスの衝突実験

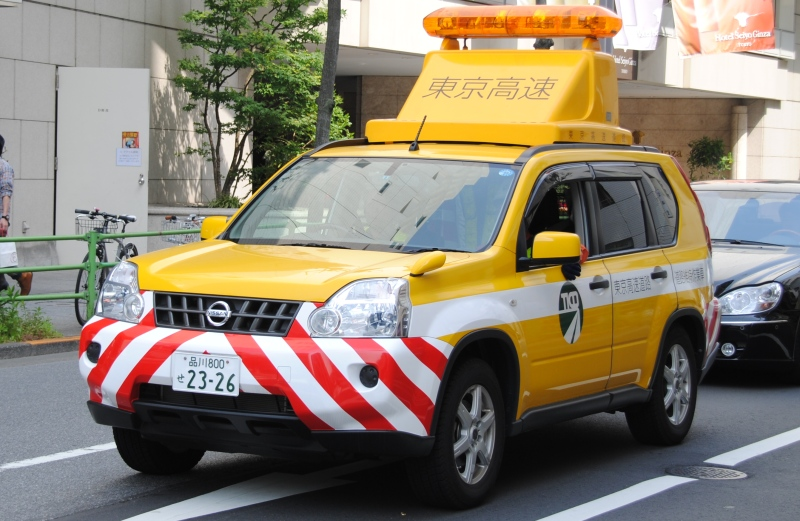
東京高速道路の高速道路パトロールカー（日産・エクストレイル）

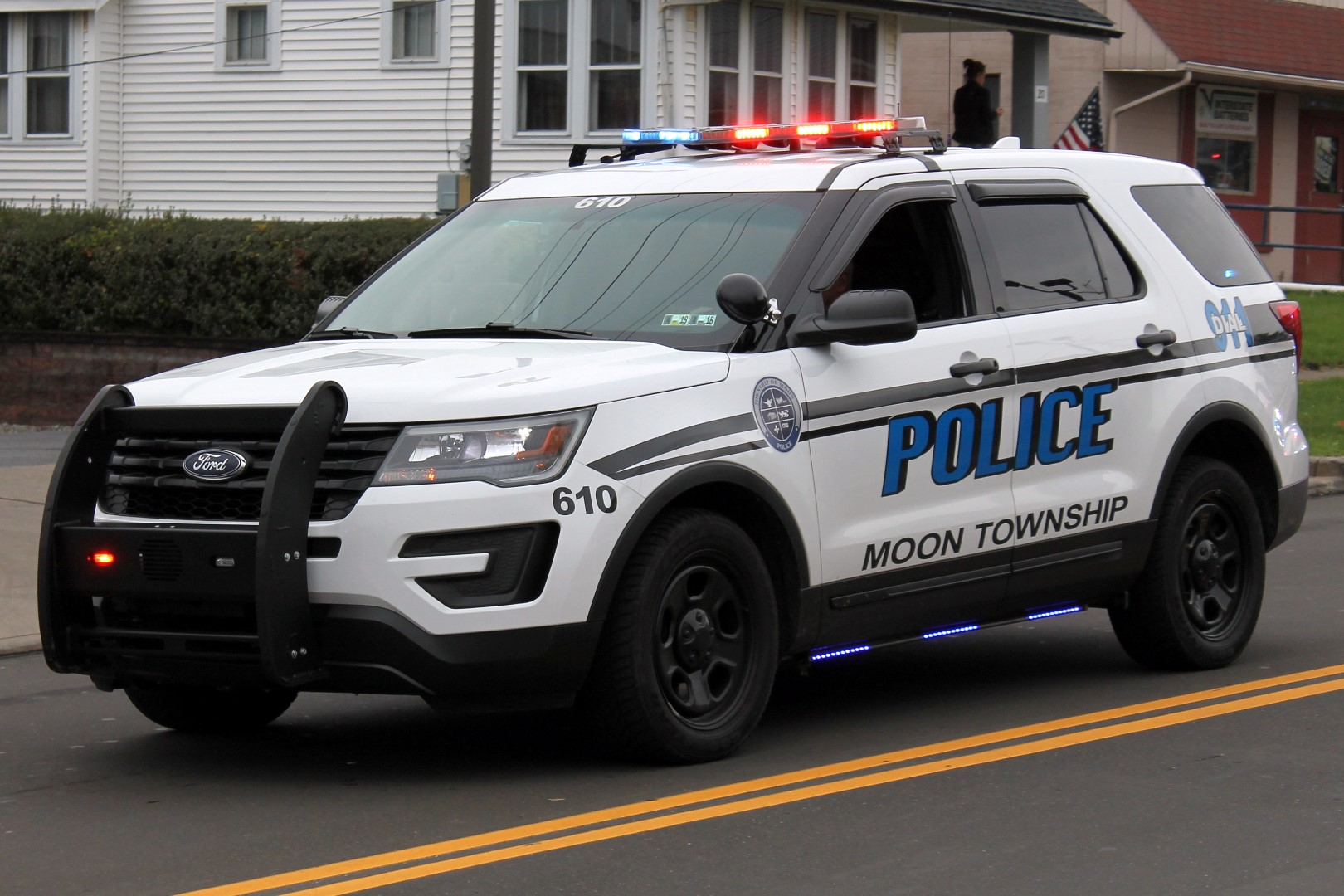
ペンシルベニア州警察のパトカー（フォード・エクスプローラー

### サイズの傾向とその弊害
クーペやセダン、ステーションワゴンなど通常の乗用車に比べると基本的に最低地上高が高いため、雪道・段差・悪路でボディ下面を擦る心配が少なくなる。また全高が高い分積載容量が大きい、アイポイントが高く視界良好など、実用性に優れている部分が多い。またそのボディの大きさゆえ豪華性・ステータス性を演出できるメリットもある。
ただし最低地上高（車高）や全高が高い分ロール（揺れ幅）が大きく、車重や各種抵抗の増大などによりパワーウェイトレシオや燃費が悪くなるなど、運動性能やランニングコストの面ではセダンやステーションワゴンなどに対して劣る。重量が大きいため低回転域での大トルクが必要なことや、ピックアップベースのSUVは北米市場の好みから排気量の大きなエンジンを搭載しているものが多いこと、頑丈なフレームや足回りの重量（いわゆるばね下重量）と大径タイヤの抵抗、追加された駆動系の抵抗、大きな車体による空気抵抗や投影面積の増大など、燃費が悪化する要因が多い。また車体価格もベースの乗用車より高くなる上、タイヤも大きめかつ車重の重さゆえ摩耗率も高いため、全体的に購入・維持費は通常の乗用車よりも高くなる傾向にある。
全高の高さと全幅の広さゆえに立体駐車場に駐車できないことが多く、路上駐車を助長する要因の一つにもなっていた。全高に関してはSUV以上に背の高いミニバンやトールワゴンの登場、そしてSUVの低全高化も進んだため問題にならなくなってきたとされるが、全幅の増加は軽自動車規格(ジムニー、ハスラー、タフト(以上日本規格車)、ヒョンデ・キャスパー(韓国規格車)など)のような上限がないと青天井なのが現状である。たとえばホンダ・ヴェゼル、トヨタ・ヤリスクロス、日産・キックスといった2020年代のBセグメントCUVは総じて2000年代のDセグメント(JZX110マークIIやV35スカイラインセダンなど)、ともすればEセグメント(『ゼロ・クラウン』や初代フーガなど)のセダンを超える有り様である。時には全幅が1800mm超え、ともすれば1900mmにまで迫るというサイズですらコンパクト扱いするメディアやプレスリリースすら存在してしまっている。つまりは｢コンパクトSUV｣と謳う車種は往々にして、とてもコンパクトカーとは呼べないという点にも注意が必要なのである。

### 衝突安全性と被害者への加害性
衝突安全性面では、車体が大きい分頑丈なフレームを搭載でき、クラッシャブルゾーンなども大きくとれるため有利になりやすい。また乗員の位置が高い分、サイドメンバーが乗員を守る際有効に働く、頭上空間が広いため車体上面が潰れても頭部・首を守りやすいというメリットもあるとされ、乗員保護の観点からは安全性は高いとされる。
その一方で他者に対する衝突安全性については数々の難点が指摘されている。例えば衝突相手が軽自動車など質量が小さい車であると、運動量保存の法則により相手を弾き飛ばしてしまい、大きなダメージを与えてしまう。アイルランドのダブリンにあるトリニティカレッジの研究者シムズ講師らによると、米国から取り寄せた重大事故に関するデータを分析した結果、SUVはボンネットなど車体前部が乗用車より高く、歩行者と衝突した場合、歩行者が頭部や腹部などにより深刻な衝撃を受ける恐れがあるとされる。1990年代前半から日本などでアクセサリーとしてグリルガード（カンガルーバー、アニマルバー、ブッシュバーともよばれる）を装備することが流行ったが、対人衝突時の危険性が指摘され、ウレタン樹脂製の形だけのものへと代わり、現在では社外品以外ほとんど見られなくなっている。ユーザー層という観点から見ると、日本の国土交通省の調べではSUVは視界が広くなるため運転しやすいことから、運転にあまり自信のない女性運転者のほか、初心運転者や高齢運転者などに人気が高いとされる。さらにトヨタ店の資料によると年齢的には20歳代、30歳代の交通事故発生率の最も多い若年層に人気が高いとされており、これら諸々の事情からSUVに対する危険を呼びかける場合が時々あった。しかしこうした弱点は、近年の自動車メーカーたちの厳しい安全規制への対応努力、歩行者用エアバッグの採用や先進運転支援システムの充実などによりカバーされるようになってきている。また歩行者頭部保護において、「ポップアップフード」を採用する必要が無いという点はメリットといえる。

### その他の傾向
2020年代のEV（電気自動車）シフト下において、ブランドのEV第一弾としてSUVが選ばれる傾向にあるが、これはバッテリー・モーターの積載の都合がつきやすく、また流行のボディタイプのため採算が確保されやすいためであると推測されている。一方で航続距離が重要なEVでは空気抵抗の大きいSUVは不利なため、将来的なSUVの衰退の可能性を指摘する声もある。
業務用車としては比較的路面を選ばないで走行できる点や、支援用機材の積載性に優れている点から、NEXCOの高速道路パトロールカーやJAFのロードサービスカーなど、公道で支援を行う業務でSUVが採用されることが多い。また北米の警察ではSUVの使い勝手の良さが注目され、従来はセダンが基本だったパトカーがSUVへ移行し始めている。

## モータースポーツ
ラダーフレーム構造のSUVの場合、走破性と耐久性の強みを活かして、ラリーレイド（クロスカントリーラリー）を始めとするオフロード系競技の市販車クラスを主戦場とする。小規模な改造だけで、衝撃によるボディの変形を気にせず楽しめるため、トライアルやロッククローリングのようなアマチュア色の強い競技やダートの遊びでは定番となっている。
モノコック構造のCUVの場合はそうした使い方は難しく、一般的な乗用車と同じ扱いとなる。背の低いセダンやハッチバックなど他のボディタイプに比べるとサイズにゆとりがあるため、設計の自由度が大きいというメリットはあるが、空力や重量及び重量バランスのデメリットを打ち消すのは難しいため、戦闘力を見込んで用いられることは少ない。しかし近年はCUVの低身長化でデメリットが緩和されていることに加え、市場での人気の高さと車種の豊富さもあって、話題性や宣伝効果狙い、あるいは純粋に参加者の好みで持ち込まれることが増えている。また運営側もメーカーを呼び込むため、CUVが参戦しやすい規則に改訂する事例が近年はしばし見られる。
ラリーレイドのプロトタイプクラス・改造無制限クラスの場合は販促の都合上CUVを外観もしくはベース車両に採用することが多い。この場合はSUVというよりはバギーカーのような見た目になりやすい。
走破性より敏捷性の重視されるラリーでも2008年にスズキ・SX4、2011年にはMINI・クロスオーバー（カントリーマン）がCUVながらWRC（世界ラリー選手権）に参戦したことで知られる。2022年以降のWRCではスケーリング（縮尺）により外観はハッチバックとなるが、パイプフレームを用いてCUVもベース車両に選択できるラリー1規定が施行され、これを利用してフォード・プーマが参戦している。
ERC（欧州ラリー選手権）ではフィアット・500X、北米のARAラリー選手権ではトヨタ・RAV4ややホンダ・パスポートが有力プライベーターやディーラー系チームによって持ち込まれたことがある。APRC（アジアパシフィックラリー選手権）では2018年にSUVで争う「SUVカップ」が創設されており、2019年はAP4規定で改造されたトヨタ・C-HRとスバル・XVがグランドファイナルで総合王者の座を競った。
パイクスピーク・ヒルクライムではベントレー、アキュラのSUVが参戦した例がある。
サーキットレースでの使用は非常に少なかったが、トヨタが2005年にレクサス・RX400h（日本名・ハリアーハイブリッド）、2016年と2019年にC-HRで参戦した例がある。またジャガーはフォーミュラEのサポートレースとして、電気自動車のCUVであるI-Paceを用いたワンメイクレース「Jaguar I-PACE eTROPHY」を2018年から開催している。
現在は南米の主要ツーリングカー選手権で、スケーリングを用いて市販SUVのデザインを架装する車両規定の導入が始まっている。TC2000アルゼンチン選手権は2024年から、ストックカー・ブラジルも2025年からSUV規定を施行する。
サーキットのオフィシャルカーとしての採用も増えている。F1のメディカルカーは従来はステーションワゴンだったが、2021年から高性能CUVのアストンマーティン・DBXが採用されている。またSUPER GTのFROは、フレーム構造問わず牽引力と積載性に優れた大型SUVが伝統的に採用されている。

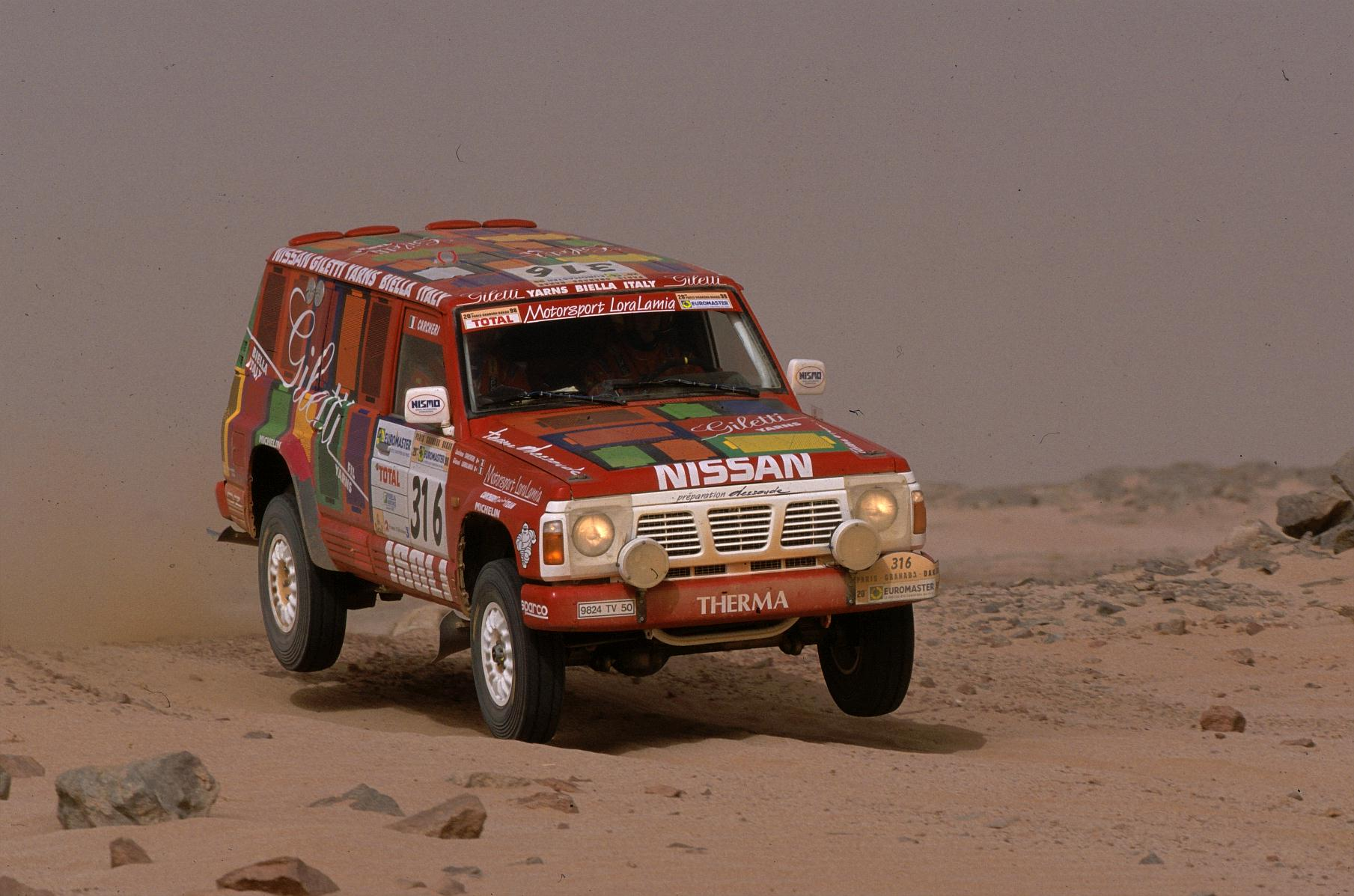
日産・パトロール
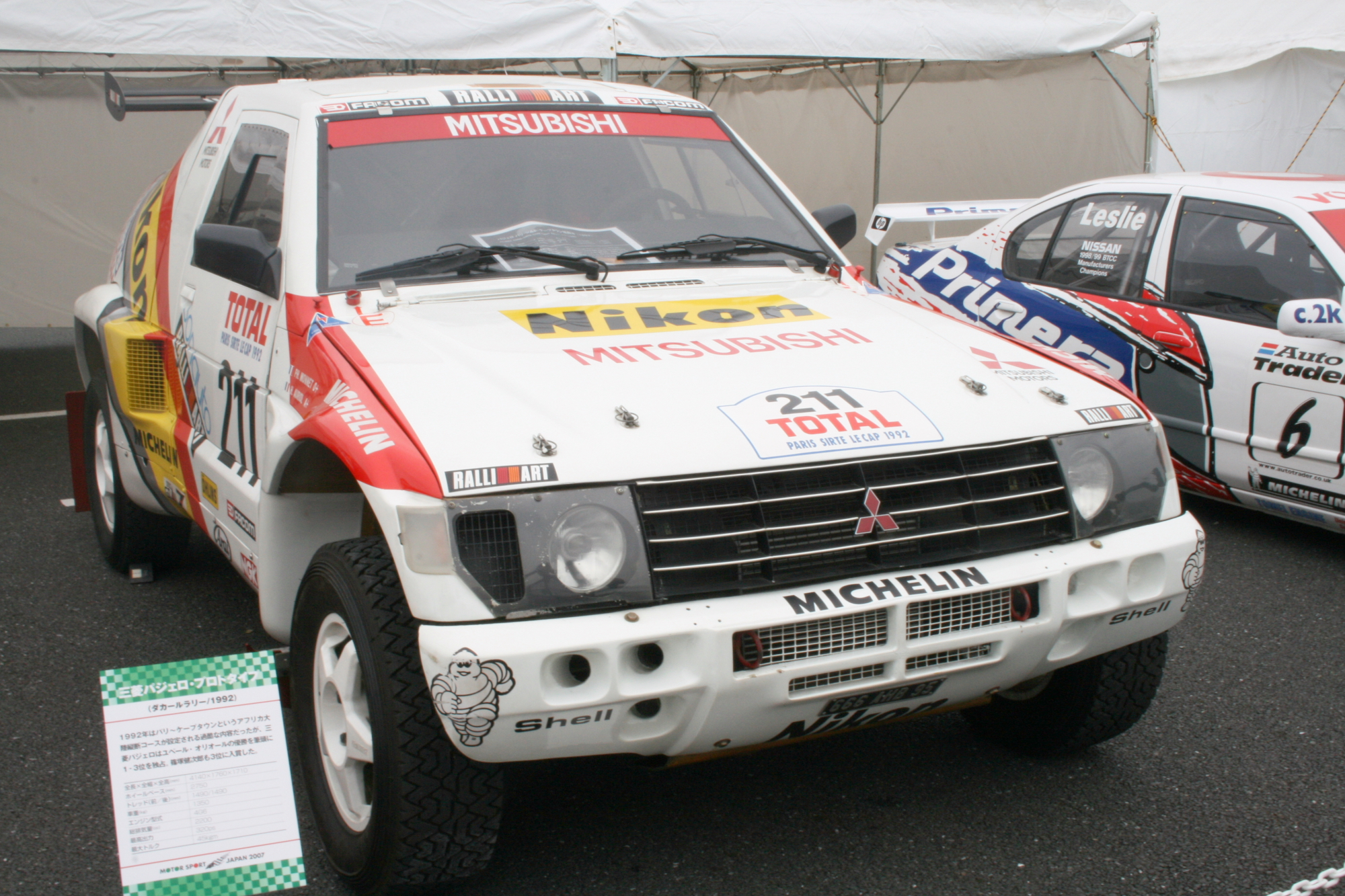
三菱・パジェロ プロトタイプ
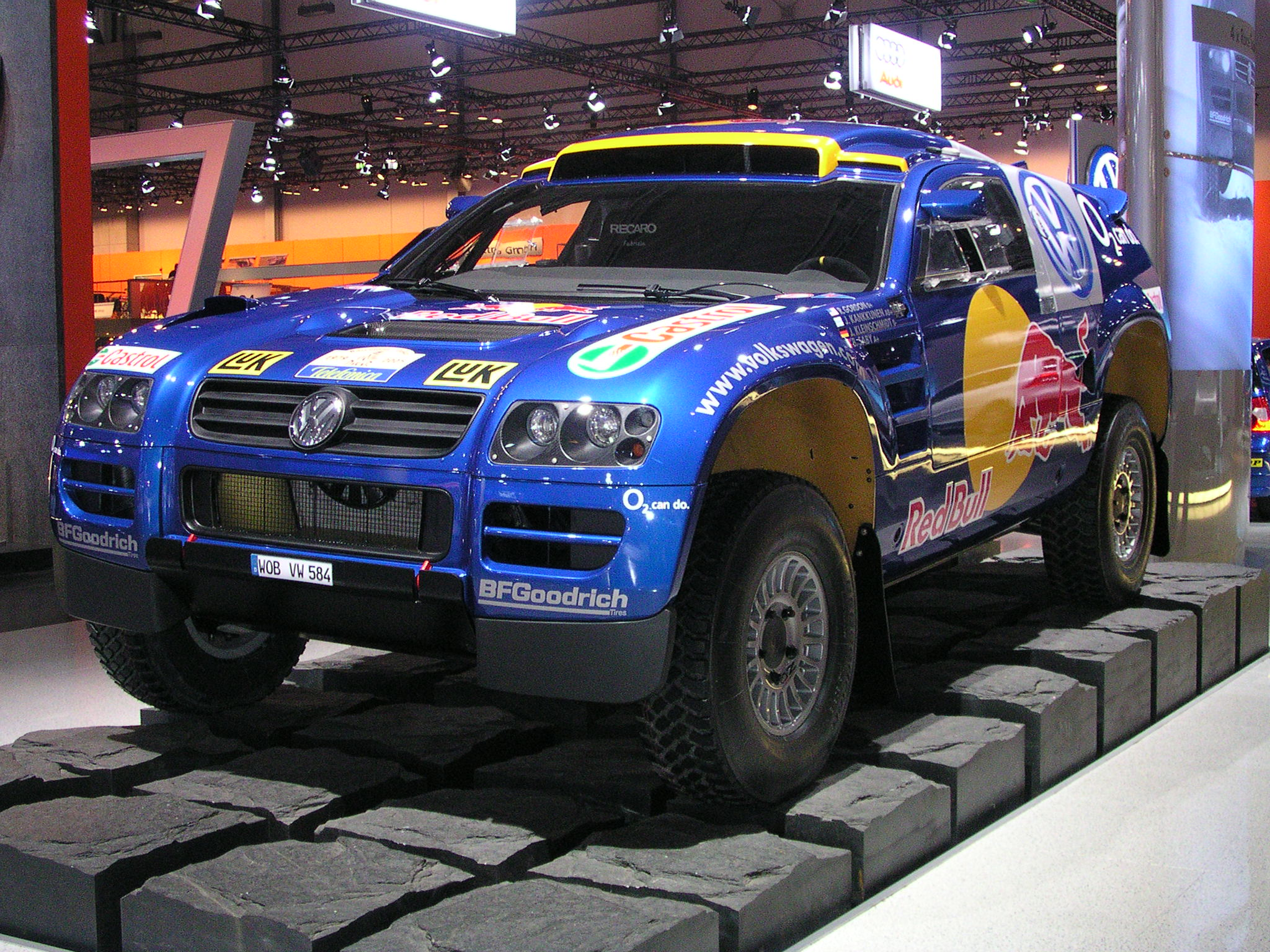
フォルクスワーゲン・レーストゥアレグ
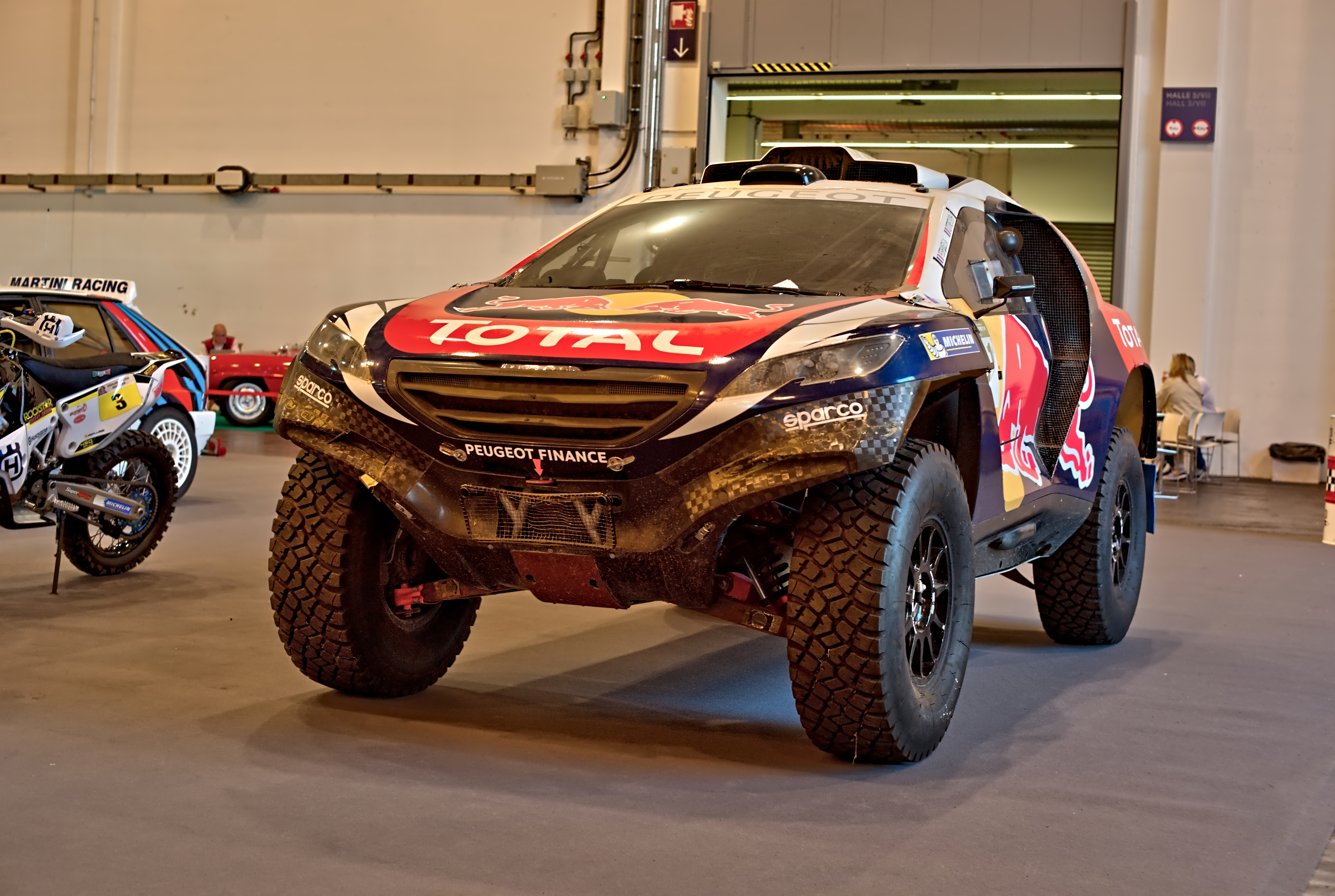
プジョー・2008 DKR Maxi
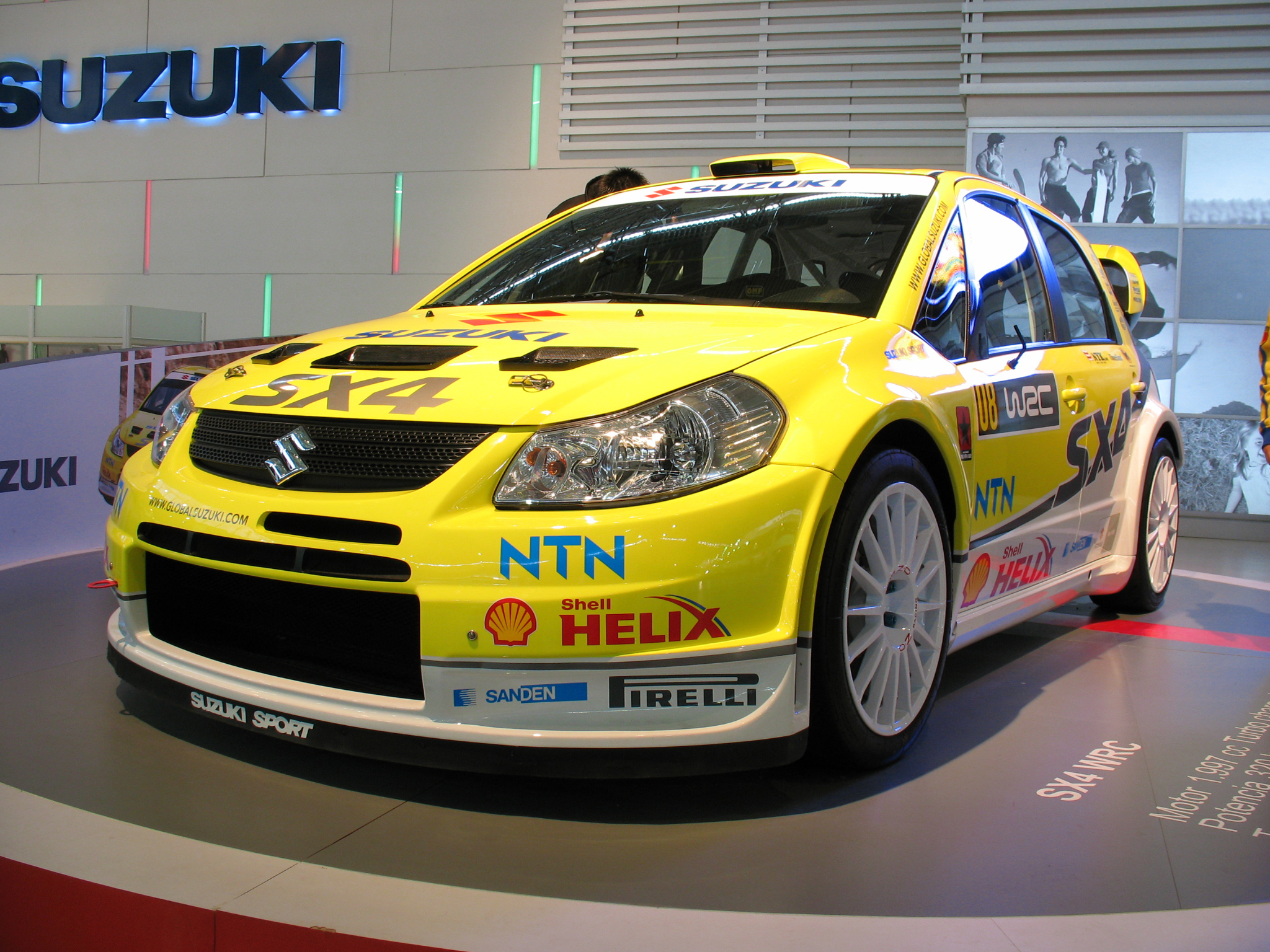
スズキ・SX4 WRC
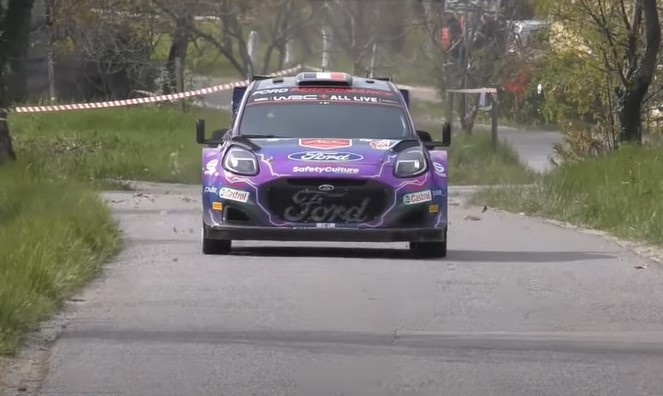
フォード・プーマ ラリー1
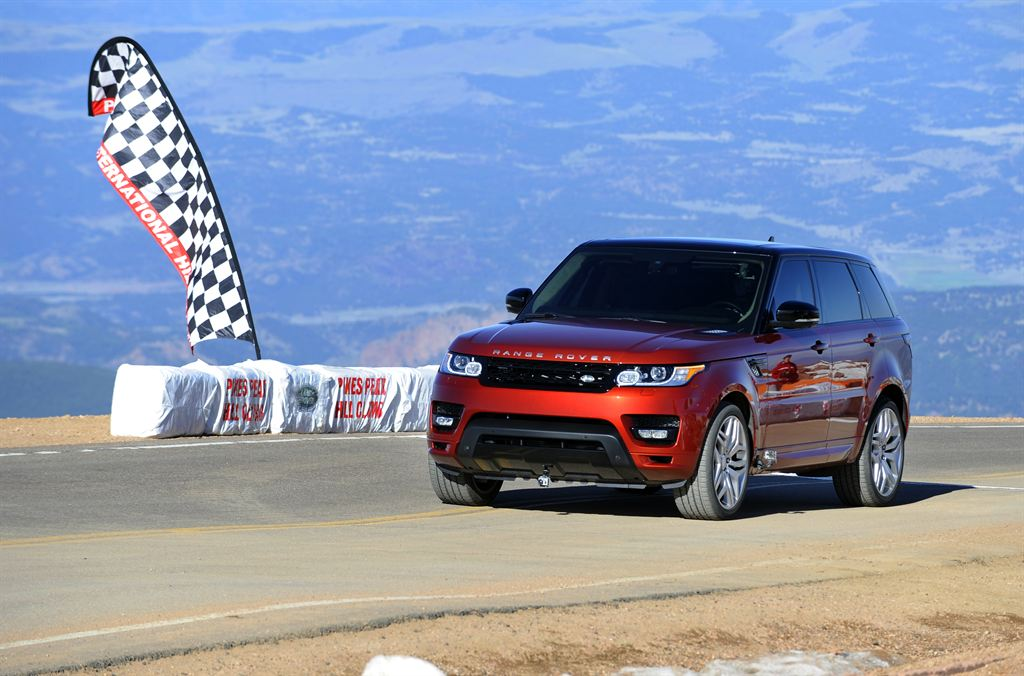
パイクスピークと同じコースを走るランドローバー・レンジローバー
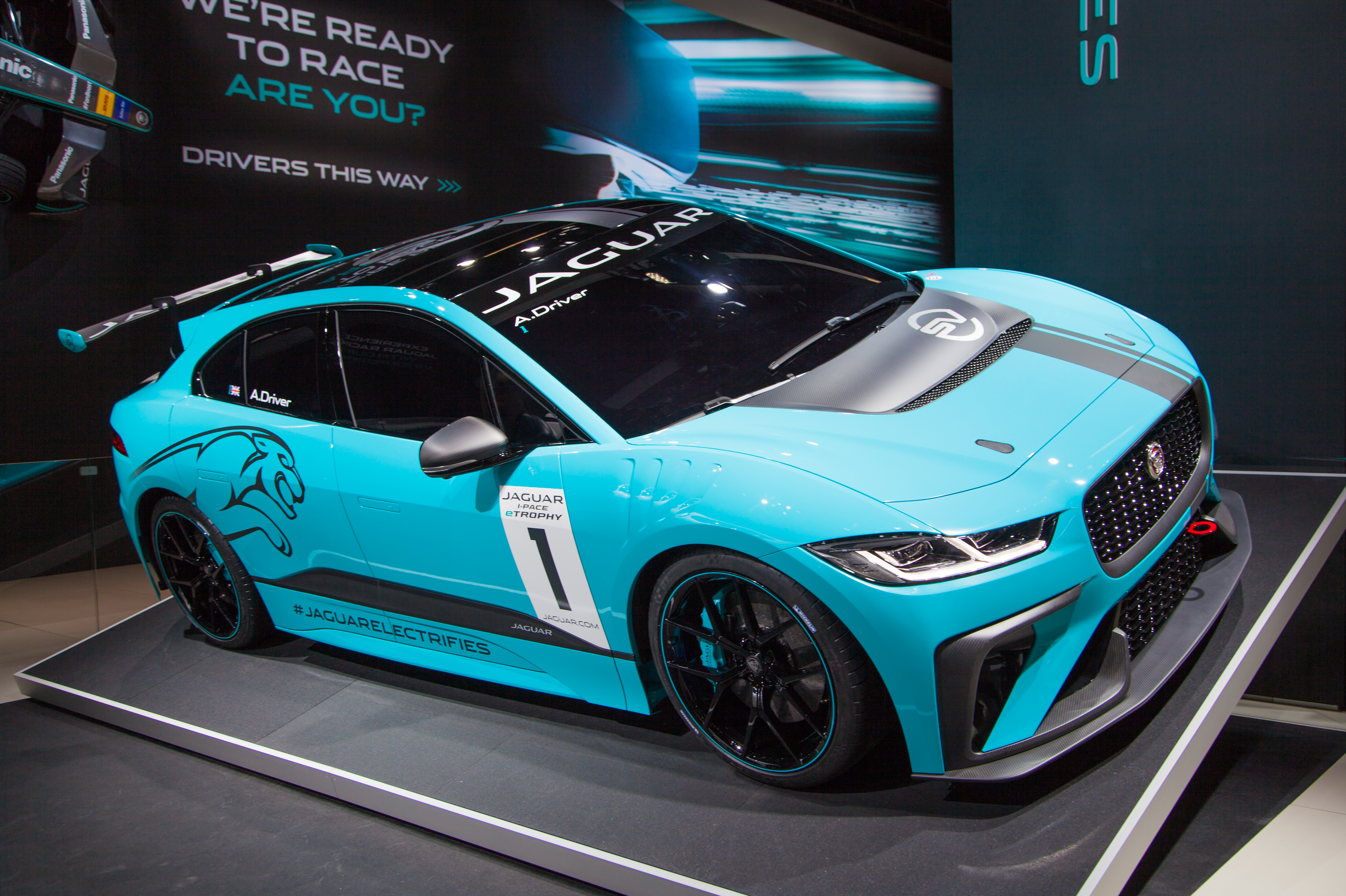
ジャガー・I-PACE eトロフィー
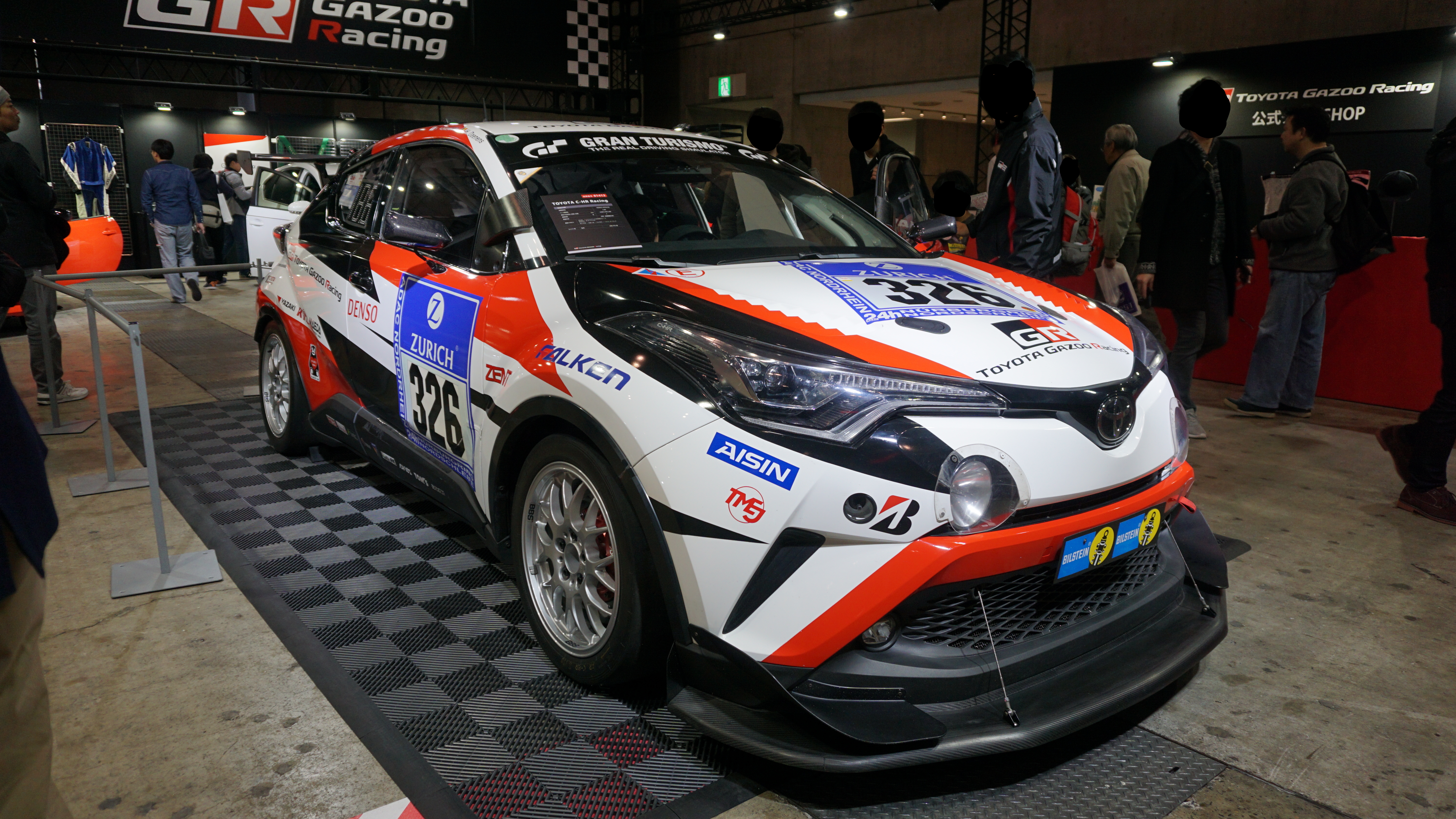
トヨタ・C-HR Racing
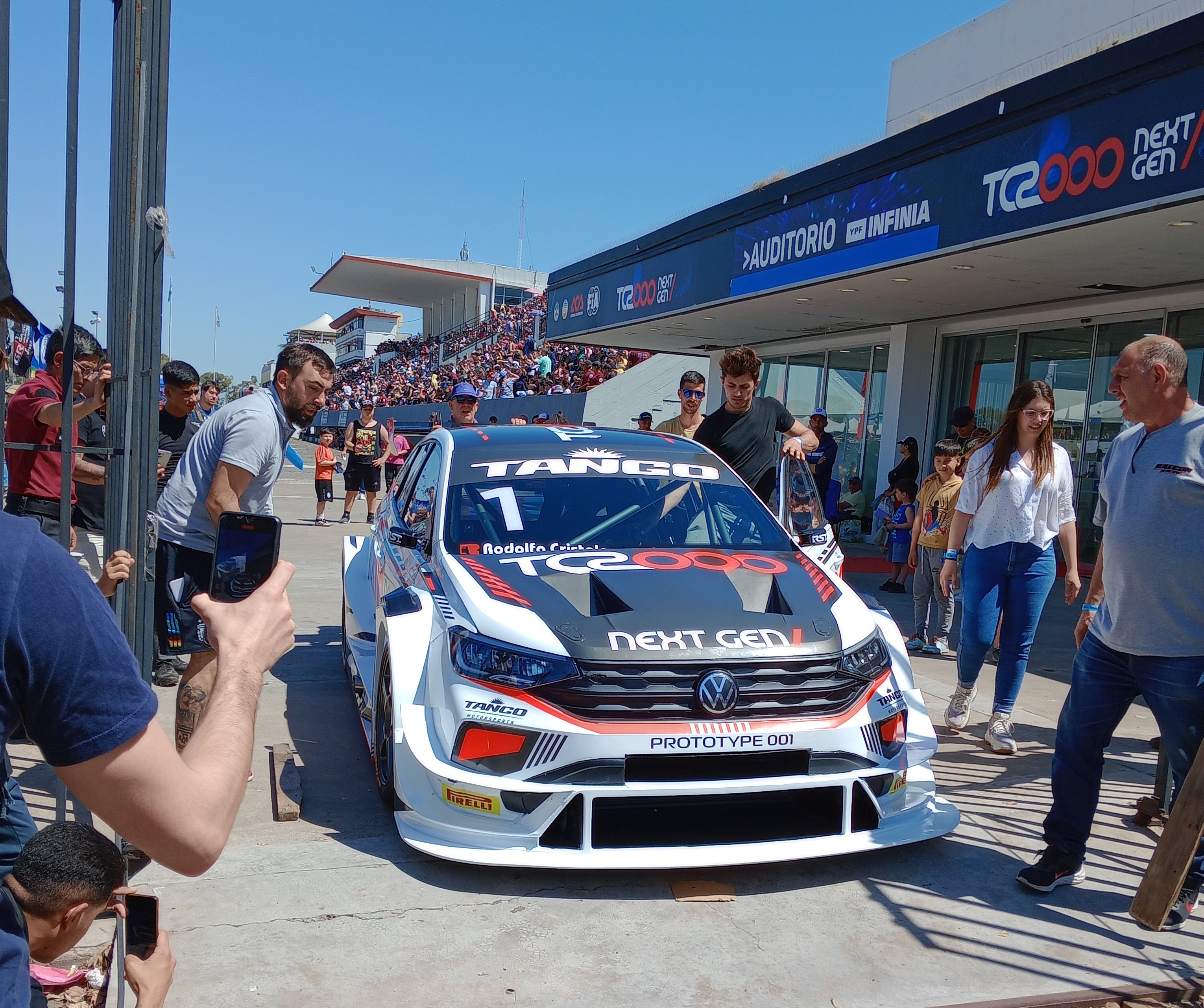
TC2000アルゼンチン選手権のフォルクスワーゲン・ニーヴァス

## 各社の商標・ネーミング

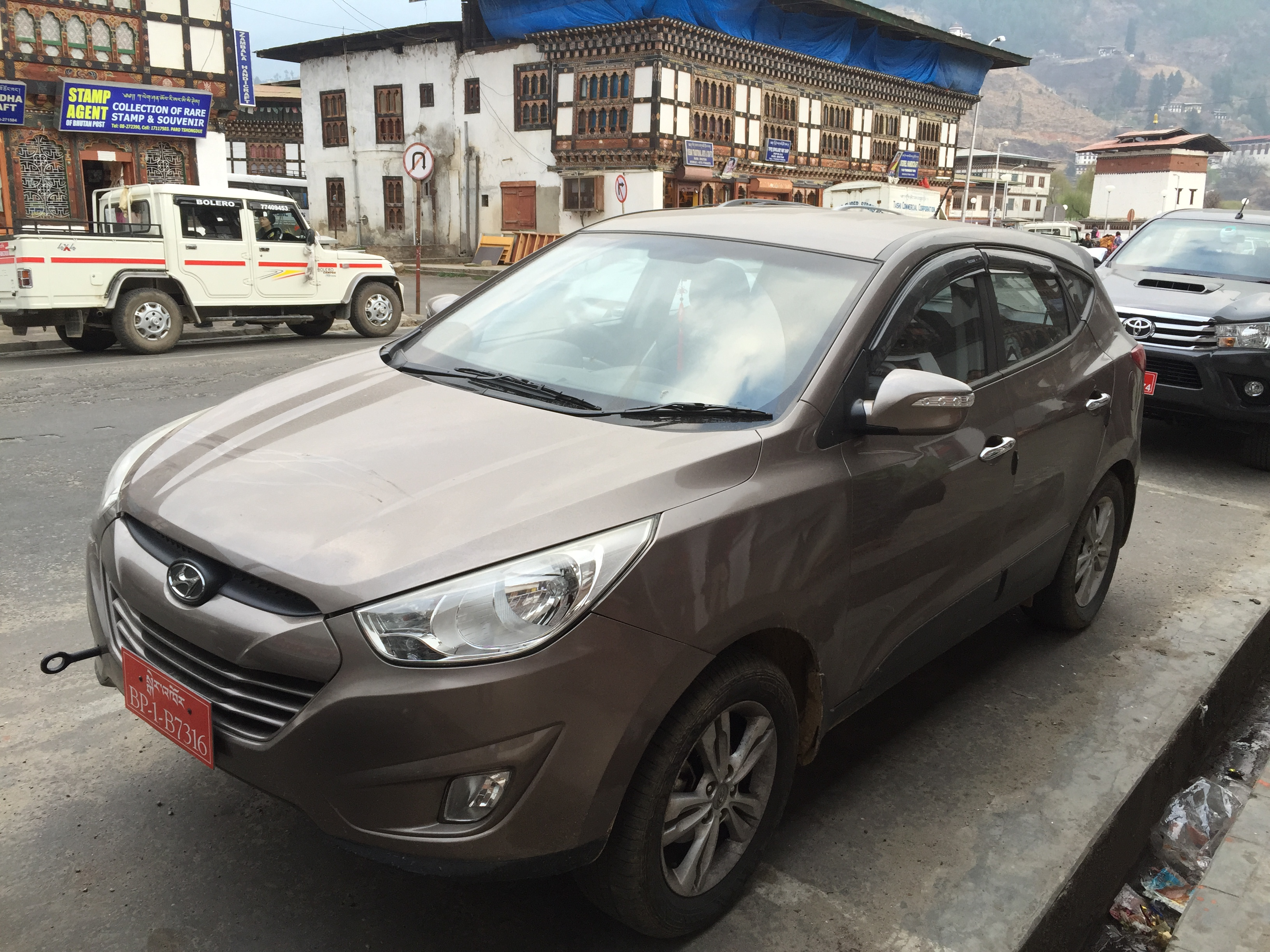
ヒュンダイ・ツーソン

商業的な理由から、BMWはSUVではなくSAV（Sports Activity Vehicle）という名称を使用している。またスバル（富士重工業）は乗用車種「レガシィ」をベースにしたワゴンタイプのクロスオーバーSUVのレガシィアウトバックにSUW（Sports Utility Wagon）という独自の呼称を用いている。そしてランボルギーニ•ウルスはSSUV (Super Sports Utility Vehicle)、ヒュンダイ・ベラクルスはLUV（Luxury Utility Vehicle）を名乗っている。さらに、キャッチコピーとしてではあるがツーソンixの韓国向けCMでは"Sexy Utility Vehicle"と言う語が登場した。
また個別の車種についても、トヨタ・RAV4（Recreational Active Vehicle 4Wheel Drive）、ホンダ・CR-V（Comfortable Runabout-Vehicle）、ボルボ・XC60（X《=cross》 Country）、レクサス・GX（Grand Cross-over）など、似たコンセプトの名称を使う車種が多い。
従来のピックアップ系・クロカン系と区別して、クロスオーバーSUVを指す略称としてCUV（Cross-over Utility Vehicle）またはXUV（Cross=X）が用いられることがある。
一方で、米国に限られるが、スポーツ性や居住性を重視したスペシャリティーピックアップトラックをSUT（Sport utility truck）、CUT（Crossover utility truck）などと呼んでいる。

## 車種
- Category:スポーツ・ユーティリティ・ビークルを参照。